# Piratini
Piratini é um município brasileiro do estado do Rio Grande do Sul.
Fundada por açorianos no final do século XVIII, célebre pelo fato de ter sediado uma das primeiras experiências republicanas da América Latina e única brasileira antes da Proclamação da República do Brasil em 15 de novembro de 1889, à época da secessão da província de São Pedro do Império do Brasil durante a Revolução Farroupilha (1835-1845), sendo a primeira sede oficial da República Rio-Grandense ou República do Piratini, entre 11 de setembro de 1836 e 15 de julho de 1842.

## Os povos formadores

### O índio
No Rio Grande do Sul, antes da chegada dos europeus, o território do Estado era habitado por povos indígenas. Os guaranis possuíam uma cultura do tipo floresta tropical. Baseavam sua economia numa horticultura tecnicamente muito simples. Estes nativos utilizavam a terra no sistema de derrubada e queimada ou coivara. Semeavam e colhiam a mandioca, o fumo, o milho, a batata-doce, o feijão, o algodão, a abóbora, e a erva-mate. Caçavam e pescavam com arcos e flechas, além de usarem armadilhas e conheciam técnicas de tecelagem e da cerâmica. Obtinham todo o amido de que necessitavam na alimentação através da horticultura e as proteínas por meio da caça e pesca, de maneira de deveriam alternaras duas atividades.
Moravam em grandes casas comunais, de madeira e palha, onde dormiam em redes. Conheciam a tecelagem, o traçado e a cerâmica. Navegavam nos rios em canoas de troncos ou cascas de árvores. Costumavam enterrar seus mortos, direta ou indiretamente, em vasilhas de cerâmica. Guerreavam com arco e flecha e tacapes. Adotavam a antropofagia quando em guerra, alimentando-se de seus inimigos, entre os mais bravos.
Segundo descrição de Auguste de Saint-Hilaire em 1820, quando em visita ao Rio Grande do Sul: "Eram homens de porte médio, parecendo pequenos devido a largura desconforme de seus corpos. Tinham o pescoço muito curto, a cabeça grande e alongada, cara larga, olhos compridos, estreitos e um pouco divergentes; sobrancelhas negras, cheias e arqueadas; nariz comprido e largo, boca muito grande; cabelos negros e compridos, tez bistreamarelada e, sobretudo nádegas volumosas. Tinham espádua e peito mais largos e membros geralmente mais carnudos.
Os padres jesuítas que deram a primeira civilização o Rio Grande do Sul, fizeram profunda penetração no "país" dos Tapes, que se espalharam por diversas zonas. Aurélio Porto, que analisou com segurança a obra genial dos jesuítas, mostra em levantamentos cartográficos e documentais o que foram as relações dos sacerdotes e os primitivos habitantes de Piratini.
Ainda atualmente é possível identificar características étnicas indígenas presentes na população de algumas regiões do município de Piratini. Estes grupos, mesmo bastante miscigenados como o branco e o negro, ainda carregam traços marcantes característicos dos Guaranis, como por exemplo a tonalidade da pele e os cabelos pretos e lisos.
O nome da Serra dos Tapes que predomina o relevo no município, não está ai em vão. "Tapes" significa "guarani aldeado". Carlos Teschauer, em sua obra "Peranduba Rio-Grandense", aos descrever os limites da Serra dos Tapes, incluiu nele a área de Piratini, onde os Guaranis até o século XVIII habitavam. Além disso, está presente em acidentes geográficos locais, de origem guarani, como o próprio nome do município, Piratini, além de outros, como os arroios Guarama, Boici, Guará, Monhangaba, etc. Os guaranis, de acordo com José Proença Brochado, do gabinete de Arqueologia da UFRGS, aqui se estabeleceram em sua segunda grande migração, por volta dos séculos XIV e XV. Finalmente ocuparam as duas ilhas de florestas subtropicais da encosta do escudo cristalino voltada para a Lagoa dos Patos, no vale do rio Camaquã e Dorsal do Canguçu, subindo pelo rio Piratini, até suas nascentes.

### O português
Até meados do século XVIII, esta região era habitada pelos aborígenes tupi-guarani (Tapes), tendo-se notícias dos primeiros portugueses, quando aqui aportaram os militares do Posto estabelecido no Passo do Acampamento, no rio Piratini, postada a "guarda" próximo ao passo da Maria Gomes, em 1777, de acordo com o Tratado de Santo Ildefonso, no qual se estabelecia ser esse curso d'água o limite meridional dos domínios entre portugueses e espanhóis.
Os primeiros colonizadores do período do Brasil Colonial foram 48 casais provenientes do arquipélago dos Açores, principalmente da Ilha do Faial, que se estabeleceram no local denominado "Capão Grande do Piratinim". Aproveitaram a ocupação do solos concedido, logo estabelecendo seus limites além das frações de terras recebidas. Os açorianos, além de colonizar o município de Piratini, deixaram aqui rastros que em nossos dias são percebidos em nossos dias atuais, como uma rica contribuição cultural, na forma de trabalhar a terra, no acampamento de seus rituais religiosos, na maneira de se utilizar a pesca, no linguajar, nas festas e da forma como construíram suas casas e, em várias outras coisas que marcaram na maneira de agir dos piratinienses.
Os beneméritos ilhéus que cimentaram o gênio e o caráter do povo desta terra, não o deixando estrangeirar-se e resistindo, até mesmo, a influência da influência espanhola em nosso linguajar. Cultiva-se ainda hoje, o "di", o "si", o "qui", português em contraposição ao "dê", ao "sê", ou "quê", de influência castelhana. Simões Lopes Neto, em dois de seus contos, por sinal, histórico, evoca a gente piratiniense, embora não cite lugares: "Deve-se um queijo", o brio e a dignidade dos homens, representados naquele Lessa, descendente dos primeiros açorianos; Em "Trinta Onças", a honestidade inatacável de seus habitantes, do mais humilde aos mais graduado.

### O negro
A história do Rio Grande do Sul, assim como a do Brasil, silenciou a participação dos negros na formação da sociedade, omitindo terríveis capítulos que foram decisivos para a formação da nossa identidade cultural, negando ao povo negro até mesmo o direito de ser reconhecido como autor fundamental da civilização brasileira.
O negro chegou ao Rio Grande do Sul - particularmente em Piratini - quando da ocupação portuguesa, uma vez que os colonizadores luso-brasileiros já haviam se acostumado com o lucro fácil do trabalho escravo, e não cogitavam dispensar essa forma desumana de trabalho.
Além dos primeiros povoadores de origem portuguesa-açoriana, hoje fazem parte da população outras etnias, como africanos (trazidos como mão-de-obra escrava), espanhóis, alemães e italianos.

## História
Piratini é uma das regiões mais pitorescas do Rio Grande do Sul, onde a paisagem explica a própria história e o passado vivo na eternidade dessa natureza dominadora. Nela encontramos as três etapas da evolução rio-grandense: século XVII, e os Índios, com a penetração dos jesuítas na região, onde mantiveram profundas relações com os nativos, desenvolvendo as reduções dos Tapes, que chegou até a Serra de mesmo nome, e com a instalação da Vacaria do Mar, que cortava o atual município- capítulo preciosos da história antiga do Rio Grande do Sul; o século XVIII e os açorianos e, finalmente o século XIX, e os republicanos de 1835. Em cada um desses períodos, Piratini desempenhou um papel importante, e de um modo especial, durante a década do movimento republicano. O desenvolvimento das reduções dos Tapes, a chegada até a Serra do mesmo nome e a instalação da "Vacaria do Mar", que também cortava o atual território do município de Piratini, constituem importantes capítulos da História do Rio Grande do Sul.

### Povoamentos Pré-Colombianos
A região sul do Brasil foi inicialmente ocupada por alguns grupos indígenas pampeanos, entre eles os charruas e minuanos, irradiados dos pampas platinos ao Sul e a Oeste. Com o gado das vacarias tornaram-se hábeis cavaleiros numa paisagem de horizontes ilimitados. Deles herdou-se a boleadeira de pedra e a técnica de construção de torrões. Sua mobilidade caracteristicamente nômade, deixou poucos vestígios de ocupação. Os cerritos, aterros circulares ou elípticos construídos no centro da aldeia temporária são vestígios arqueológicos de rituais de sepultamento praticados por estes grupos em regiões da metade sul do estado.
Segundo José Proença Brochado, do Gabinete de Arqueologia e do Instituto de Filosofia e Ciências Humanas da UFRGS, os primeiros Guaranis a chegar no Rio Grande do Sul parecem ter executado uma ocupação muito limitada. Nas áreas próximas aos rios, a ocupação se inicia com integrantes do tronco linguístico tupi-guarani, vindos de direções diversas, e que aí chegaram em dois estágios. Primeiro ocupando as várzeas  mais férteis dos rios maiores, como as do Uruguai e Jacuí (no século V). Na segundo processo de migração, que chegou também pelo norte, desta vez penetrou pela região costeira, seguindo um esquema de ocupação que ao que tudo indica, inicialmente penetrou pelo sistema lacustre litorâneo e ocupando em primeiro lugar a faixa costeira até o extremo sul da Lagoa dos Patos, entre os séculos IX e X. Quando retornaram ao principal sistema fluvial, tributário da Lagoa dos Patos, encontraram amplas várzeas do vale do rio Jacuí, estabelecendo-se então, suas aldeias juntos ás margens como haviam feitos seus antecessores, 700 ou 800 anos antes.
Segui-se o mesmo processo de de explosão demográfica e migratória lineares de seus antecessores. Subindo pelo Jacuí, encontrou-se os seus vestígios, ao redor do século XII, na altura do município de Cachoeira do Sul e no século XIII no atual município de Sobradinho. A expansão demográfica, obrigou-os a transbordarem do ambiente das várzeas, levou-os a ocupar outros ambientes próximos, de início não desejáveis aos quais foram, com o tempo, se adaptando. Subiram os vales dos rios tributários do rio Jacuí, cultivando as várzeas cada vez mais estreitas. Depois começaram a ocupar as faixas de floresta pluvial da encosta do planalto. Desta maneira, rodearam-se para o oeste e leste do Jacuí, subindo, muitas vezes, pelos rios menores que descem da região serrana, até altitudes de 400 m até 700 m.
Não se sabe ao certo se ocorreram migrações anteriores ou paralelas pelo vale do rio Uruguai, mas ao que tudo indica , os Guaranis subiram até a sua confluência com o rio Pelotas e desceram penetrando no atual território da República Oriental do Uruguai. Subiram também, por muitos afluentes do rio Uruguai, como o rio Ijuí, na parte alta, em cujos vales muitas vezes, se estabeleceram  na falta de florestas de galeria, até mesmo em capões de mato no meio do campo.
Finalmente, ocuparam as duas ilhas de florestas subtropicais na encosta do Escudo Cristalino, voltada para a Lagoa dos Patos, no vale do rio Camaquã e Dorsal de Canguçu, subindo pelo rio Piratini, até suas nascentes. Importantes sítios arqueológicos se localizam no território do atual município de Piratini, como os do Serro do Sandin e da Ferraria.

### Contexto histórico regional
O processo de expansão lusa rumo ao sul se inicia pelo Atlântico, quando os portugueses, em 1680, criam um posto avançado em terras espanholas: a Colônia do Santíssimo Sacramento, no Rio da Prata. Em local considerado hostil e inacessível por terra, a povoação se apoiava em Laguna, o último assentamento luso do sul do Brasil. Dali para baixo, só havia o extenso, reto e raso litoral, a praia com cômoros que encobria a barra de Rio Grande, a única entrada para o Continente. Domingos da Filgueira foi de Colônia á Laguna, em 1703, pelo litoral, margeando as cristalinas águas da Lagoa Mirim. Atravessou a barra e descreveu o primeiro caminho, o da Praia – considerado mais seguro - por ser menos povoado de índios. Era imprescindível ocupar as terras do Continente Del Rei, conhecidas como Terras de Ninguém, percorridas apenas por tropeiros e contrabandistas. Cristóvão Pereira de Abreu, o vaqueano, fez o reconhecimento em 1737 da perigosa barra de Rio Grande, enquanto que o Brigadeiro de Infantaria José da Silva Pais permaneceu em Laguna com a frota de apoio, esperando ordens para avançar. Os portugueses entraram sem dificuldades barra adentro e instalaram o Forte Jesus-Maria-José que deu origem à Vila de Rio Grande de São Pedro. Além de baluartes, fortins, paliçadas e baterias para a defesa, nos dois lados do canal, também foi criada uma Companhia de Dragões. O Tratado de Madrid, celebrado entre Espanha e Portugal em 1750, previa a troca dos Sete Povos das Missões pela Colônia do Sacramento. Nesta época a Capitania de São Pedro do Rio Grande, vinculada à Capitania de Santa Catarina, era ainda um grande vazio enquanto que as Ilhas dos Açores estavam excessivamente povoadas. O governo português recomendou a transferência de ilhéus para ocupar as terras das Missões, que passariam ao domínio português. Os casais D’El Rey chegaram em 1752 e se instalaram perto da Vila de Rio Grande de São Pedro, sede da Capitania, uma vez que a região das Missões ainda se encontrava sob domínio espanhol. Logo entraram pela costa doce da lagoa, instalando-se inicialmente em Viamão e depois no Porto do Dornelles, às margens do rio Guaiba, que passou a ser conhecido como Porto dos Casais (hoje Porto Alegre).

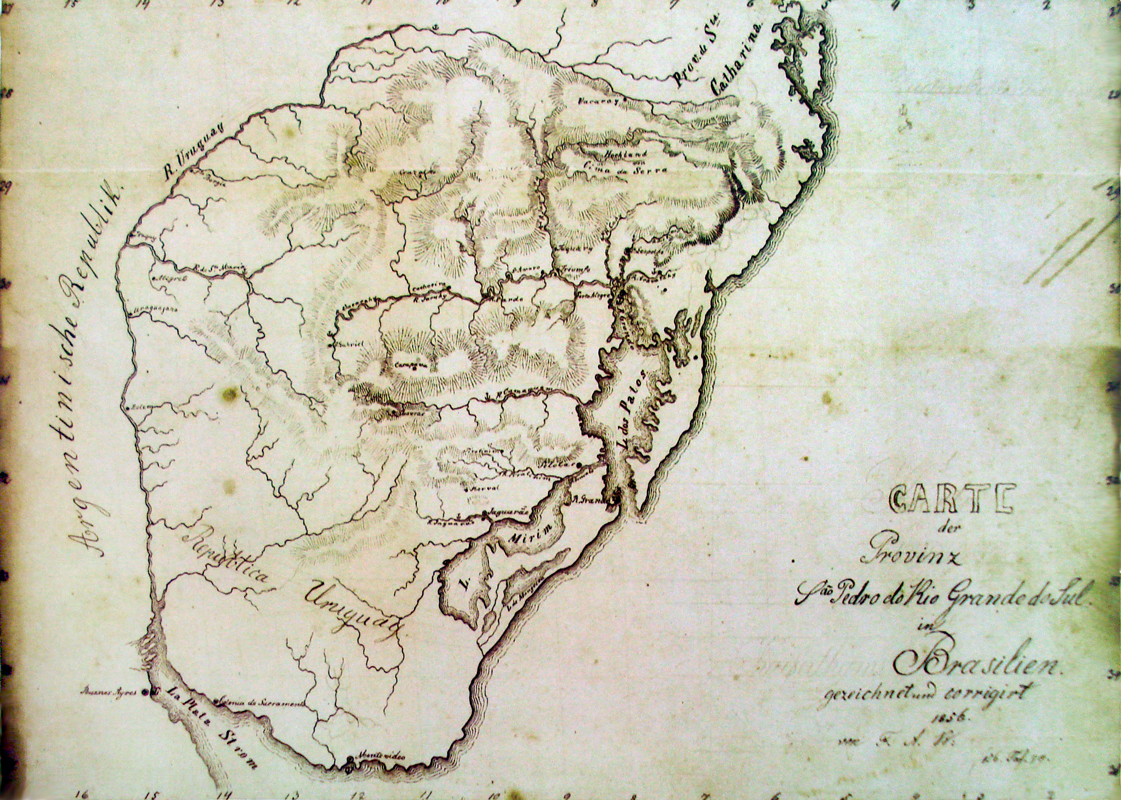
Mapa da Província de São Pedro do Rio Grande, c. 1852, Herrmann Wendroth.

Para fixar os novos limites, entre as terras portuguesas e espanholas, aportaram na região as comissões de demarcação representantes das duas Cortes e o trabalho se iniciou com a partida para Castilhos Grande, onde foi colocado o primeiro marco de pedra. De longe as comissões foram acompanhadas pelos guarani-missioneiros que passaram a reagir à implantação do Tratado com ataques e escaramuças. Como consequência, eclode a Guerra Guaranítica, entre 1754 e 1756, com o massacre de centenas de missioneiros em Caibaté, seguido da expulsão dos jesuítas e consequente ocupação das reduções pelas tropas ibéricas.
Em 1760, a Capitania de São Pedro do Rio Grande era dependente da Capitania do Rio de Janeiro e Rio Grande, sua capital. Em 1761 o Tratado de El Pardo revogou o Tratado de Madrid e os portugueses aproveitaram para reforçar o controle das fronteiras do Sul, com distribuição de terras e títulos a tropeiros e militares, como forma de contribuir para sua defesa, a partir das estâncias, ampliando os conflitos com os espanhóis. Com a concessão de sesmarias, os casais açorianos recebiam do Governo da Capitania um quarto de légua em quadro. Logo começam a plantar trigo, a produzir vinho e a participar do comércio. Com os rebanhos de gado alçado deixado pelos jesuítas se estruturam as estâncias e se estabelecem os fazendeiros. Nas lides campeiras das fazendas ou no Pampa, indômito, vivendo da preia do gado para vender o couro, cria-se a figura do gaúcho, branco, ou misto com índio, sem lei e sem Rei. E os acampamentos militares criados para a defesa das fronteiras móveis geram povoações, cidades marcos, em terras conquistadas nas patas dos cavalos. Neste jogo político, o governador de Buenos Aires, D. Pedro de Cevallos tomou a Colônia do Sacramento e em 1763 ocupou os fortes de Santa Teresa, São Miguel e a Vila de Rio Grande de São Pedro. Com a invasão espanhola, a população de Rio Grande fugiu em busca de proteção, refugiando-se na região e em Viamão, para onde foi transferida a capital da Província.
Ao longo do rio Jacuí foram criadas algumas povoações açorianas, com suas capelas caiadas, torres sineiras, casas de porta e janela, caixilharias com guilhotinas, grandes telhados com beirais galbados, curtos. E os costumes dos ilhéus se manifestavam na gastronomia, nas festas religiosas, nos impérios, nos tapetes floridos, nas procissões luminosas, com cheiro de alecrim queimado e som de sinos repicando. Nas noites, ternos de reis, antigas de roda, danças e doces, muito doces, dourados, de ovos.
Em 1777 o Governador de Buenos Aires invadiu a Ilha de Santa Catarina e um novo Tratado entre as duas Coroas, o de Santo Ildefonso, redefiniu novamente as fronteiras. Os portugueses ficaram com a Ilha de Santa Catarina e os espanhóis com as Missões e com a Colônia do Sacramento. A situação permaneceu assim até 1801, quando, aproveitando o conflito bélico entre Espanha e Portugal, um grupo de soldados e estancieiros invadiu e reconquistou os Sete Povos das Missões. A Capitania de São Pedro do Rio Grande foi elevada à condição de capitania-geral em 1807, desvinculada da Capitania do Rio de Janeiro, com o nome de Capitania de São Pedro do Rio Grande do Sul. Em 1809, a Capitania-geral é dividida em quatro municípios, e as povoações classificadas como vilas: Rio Grande de São Pedro do Sul, Nossa Senhora da Madre de Deus de Porto Alegre, Nossa Senhora de Rio Pardo, e Santo Antônio da Patrulha.

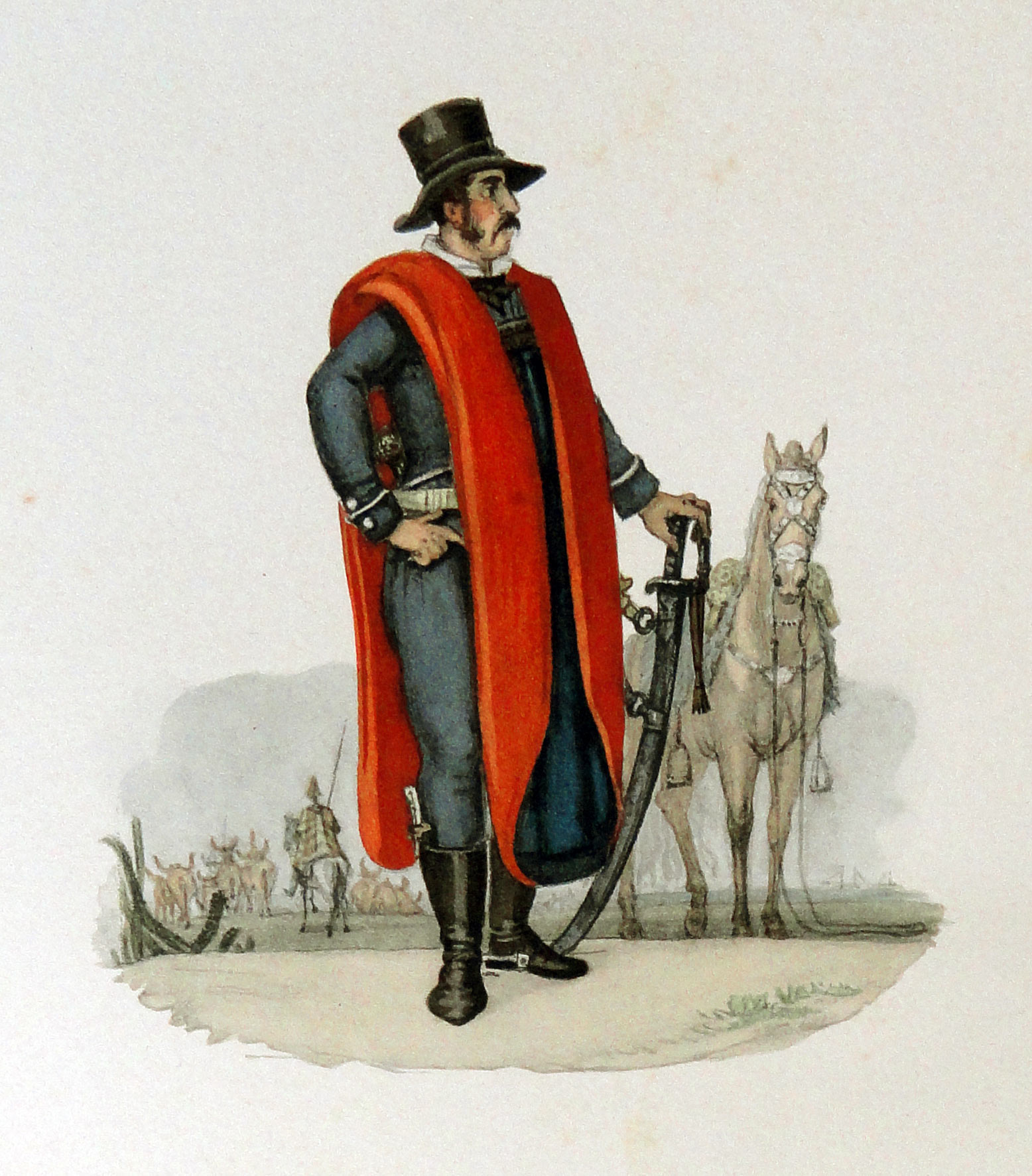
"O Gaúcho" Jean-Baptiste Debret,1834.

A criação do gado bovino favoreceu o surgimento de charqueadas que se localizavam junto aos arroios; conectados aos mercados consumidores nordestinos pelo porto de Rio Grande. A concentração de riqueza desta indústria se manifestou na sofisticação de uma nova elite, com a pompa no pampa, ostentando costumes importados. Eram veludos, brocados, rendas, louças e pratarias nos saraus dos luxuosos palacetes e música clássica e óperas nos teatros.
As incipientes povoações com características coloniais foram incorporando estilos arquitetônicos europeus do neoclássico e das múltiplas formas do ecletismo em residências e espaços públicos. Nas periferias, as charqueadas, formavam rios de sangue, fedentina e moscas. Nas senzalas, se amontoavam seus motores, os escravos negros. E vez por outra, verificavam-se revoltas, rebeliões e fugas, aos quilombos.
Em 1820, Portugal incorporou o território da Província Cisplatina, a “Banda Oriental”. Em 1822, com a Independência do Brasil, as capitanias passaram à categoria de províncias. As terras da Cisplatina foram recuperadas em 1825 pelos “Trinta e Três Orientais”, quando foi criada a República Oriental do Uruguai.
O descontentamento com os impostos imperiais aplicados aos produtos pecuários, que eram a base da economia gaúcha, provocou reações e desencadeou a Revolução Farroupilha em tomada de Porto Alegre pelas tropas comandadas por Bento Gonçalves da Silva marca o início do embate conhecido também como Guerra dos Farrapos. A partir de  revolta começa a ser combatida por forças militares do governo central, comandada pelo então Barão de Caxias, Luís Alves de Lima e Silva. Apoiada em Porto Alegre e Rio Grande, a reação imperial provocou o deslocamento sucessivo da capital dos farroupilhas: de Piratini para Caçapava do Sul e depois para o Alegrete. Os embates se sucederam e finalmente, em 1 de março de 1845, o Duque de Caxias e David Canabarro entraram em acordo e celebraram a paz que pôs fim à mais longa guerra civil brasileira. Após dez anos de luta e devido ao surgimento de outros conflitos internacionais, o governo imperial buscou uma paz honrosa, em acordo firmado em 1845, em Ponche Verde. O período era de grande instabilidade e muitas guerras no espaço platino e assim se mantém durante grande parte do século XIX. O tratado de paz entre o Império e os farroupilhas acontece pelo interesse na manutenção e na expansão das fronteiras do Império Brasileiro ao sul, e para tal era importante a aliança com a elite rio-grandense e seus agregados. O Duque de Caxias manteve todos os oficiais do exército da República Rio-Grandense em seus postos (com exceção apenas dos generais), dívidas foram saldadas e os atos praticados pela República foram respeitados. Segundo Sérgio da Costa Franco foi Tristão de Alencar Araripe, trinta anos depois, o primeiro a escrever sobre este tema no livro A guerra civil do Rio Grande do Sul. E são jovens estudantes da Faculdade de Direito da Universidade de São Paulo, Júlio de Castilhos, Alcides de Mendonça Lima, Assis Brasil e outros que manifestam interesse pela história da República Rio-Grandense, a história farroupilha. Criam lá o Clube 20 de Setembro, com esse interesse específico.
Enfim, em 1880, quando é publicado um livro de Assis Brasil sobre a história da República Rio-Grandense, e por ocasião da fundação do Partido Republicano começa a nascer o interesse político por sua história. Quando vitoriosa a República Brasileira em 1889, o hino, a bandeira e as armas da República Rio-Grandense tornam-se oficiais. Ainda segundo Sergio da Costa Franco, de todos os pensamentos federalistas que surgiram durante a Regência apenas o do Rio Grande do Sul se consolidou no imaginário regional e se oficializou. O mapa do Rio Grande do Sul só se configurou, finalmente, a partir do Tratado de 1851. Para ocupação da região e domínio do território foram trazidos imigrantes livres, europeus. Primeiro vieram os alemães, logo os italianos. Mais tarde, em diferentes circunstâncias, chegaram descendentes de outras etnias, conformando o chamado mosaico cultural, onde cada um, com sua bagagem e habilidade, contribuiu na formação deste Estado.

### Processo de colonização açoriana
Em 1494, Portugal e Espanha firmaram o Tratado de Tordesilhas. Por esse tratado, foi estabelecida uma linha imaginária, que corria no sentido norte-sul, distante 370 léguas a oeste do arquipélago do Cabo Verde. As terras que ficassem a leste desta linha pertenceriam a Portugal e, a oeste, à Espanha. Assim, grande parte do Brasil de hoje e todo o Rio Grande do Sul pertenceriam à Espanha. Passados mais de dois séculos do descobrimento é que chegam aos campos de Viamão as primeiras expedições, com o propósito de se estabelecer no Continente de São Pedro (Rio Grande do Sul).
A emigração de casais açorianos para o Brasil começou no século XVII, quando 50 famílias constituídas por 219 pessoas embarcaram, no dia 29 de março de 1677, no barco Jesus, Maria e José em Horta, Ilha do Faial, com destino ao Grão-Pará, atual Estado do Pará.
Em meados do século XVII começou a se realizar, por determinação das autoridades de Lisboa, uma bem sucedida experiência de colonização do tipo moderno mediante a fixação de famílias ao solo. Essa imigração em massa visava defender e povoar os atuais estados de Santa Catarina e Rio Grande do Sul, pois a Coroa estava convencida que a melhor maneira de garantir a posse da terra era povoá-la. Assim, imigraram para o Brasil a partir de 1732 milhares de colonos ilhéus oriundos do Arquipélago dos Açores.
Em 31 de agosto de 1746, o rei Dom João V de Portugal comunicou aos habitantes das ilhas dos Açores que a Coroa oferecia uma série de vantagens aos casais ilhéus que decidissem emigrar para o litoral do sul do Brasil. Nos termos de um edital fartamento distribuído pelas nove ilhas do arquipélago as vantagens do convite eram evidentes:
- "haverá um grande alívio nas ilhas porque elas não mais verão padecer os seus moradores, uma vez que vão diminuir os males da indigência em que todos vivem;"
- "haverá um grande benefício para o Brasil , já que os imigrantes irão cultivar terras ainda não exploradas."
O edital acenava com uma série de mordomias, a partir do "transporte gratuito até os citios que se lhes destinarem para as suas habitações. E logo que chegarem aos citios que haverão de habitar, se dará a cada casal uma espingarda, duas enxadas, um machado, uma enxó, um martelo, um facão, duas facas, duas tesouras, duas verrumas, uma serra com sua lima e travadeira, dois alqueires (27,5 litros) de sementes, duas vacas e uma égua. No primeiro ano se lhes dará a farinha, que se entende bastar para o sustento, assim dos homens como das mulheres, mas não às crianças que não tiverem 7 anos e, aos que tiverem até os 14, se lhes dará quarta e meia de alqueire para cada mês. Se dará a cada casal um quarto de légua em quadra, para principiar as suas culturas, sem que se lhes levem direitos nem salários algum por esta sesmaria. E quando, pelo tempo adiante tiverem família com que possam cultivar mais terra, a poderão pedir ao governador do distrito".
Sua Majestade definiu que o primeiro estabelecimento de casais açorianos seria feito na Ilha de Santa Catarina e nas suas vizinhanças, "em que a fertilidade da terra, abundância de gados e grande quantidade de peixes conduzem muito para a comodidade e fartura desses novos habitantes".
Em menos de um ano, 7.817 pessoas declararam o desejo de se transferirem para o outro lado do Oceano Atlântico. Uma Provisão Régia do rei Dom João V, de 9 de agosto de 1747, determinou ao brigadeiro José da Silva Pais, então governador da capitania da Ilha de Santa Catarina, que tomasse cuidado em tratar bem os novos colonos:
"O dito brigadeiro porá todo o cuidado em que estes novos colonos sejam bem tratados e agasalhados e, assim que lhe chegar esta ordem, procurará escolher assim na mesma Ilha, como nas terras adjacentes, desde o Rio de São Francisco do Sul até o Serro de São Miguel, nos altos da Serra do Mar, e no sertão correspondente a este distrito, com atenção porém que se não dê a justa razão de queixa aos espanhóis confinantes".
Muitos açorianos imigraram para o sul do Brasil porque a miséria grassava no Arquipélago, no século XVIII, como resultado do fraco desenvolvimento das ilhas na produção do trigo e do pastel (outrora, a sua maior riqueza), acrescido do excesso demográfico que atingiu um caráter cíclico nas ilhas maiores. Os açorianos aparecem na história do Brasil em diversas regiões e estão distribuídos pela Bahia, Minas Gerais, Rio de Janeiro, São Paulo, Amazonas, Pará, Paraíba, Santa Catarina e Rio Grande do Sul. Atualmente, vivem no Brasil 1 milhão e 200 mil portugueses, sendo a maior parte açorianos e seus descendentes.

### Primeiros anos

#### O Distrito de Serro Pelado e a chegada dos 48 casais açorianos
Na década de 1780, a Vila do Rio Grande de São Pedro (hoje Rio Grande), contava com três distritos, sendo: 1.º distrito, a Vila de Rio Grande; 2.º distrito, o Povo Novo; o 3.º distrito, o Serro Pelado. O "Serro Pelado" (atual Piratini) era uma grande área que abrangia, na época, extensão muito maior do que o atual município de Piratini. Esse local era uma elevação com 215 metros de altitude, localizado próximo á cidade de Cerrito, entre o rio Piratini e o Arroio das Pedras, ainda tem hoje o mesmo nome e é visível por quem transita pela BR-293, na altura do km 45, a direita de quem viaja em direção a cidade de Pelotas. Entre o rio Santa Maria e o rio Camaquã, além da sesmaria de José Antônio Alves, adquirida por concessão régia, e dos campos doados por Rafael Pinto Bandeira ao seu irmão Ubaldo Pinto Bandeira, próximo ao Rio Piratini (Cerro do Ubaldo) e a José Maria Rodrigues (entre o Santa Maria e o Alegrias), existiam apenas dois estabelecimentos de súditos portugueses: o Passo do Costa, á margem direita do Piratini, pertencente ao Capitão Antônio Pereira da Costa, e um certo Pires, nas vizinhanças da atual cidade de Pinheiro Machado, lugar denominado "Arroio dos Pires". Essas terras faziam parte do então município de São Pedro do Rio Grande, sob a denominação de Distrito de Serro Pelado.
Sua história colonial como ocupação urbana se vincula ao processo de expansão territorial português no sul do Brasil, em áreas que pelo Tratado de Santo Ildefonso (1777), pertenciam a Coroa espanhola. Um mapa de demarcação de demarcação do Tratado de Santo Ildefonso, levantado entre 1784 e 1788, reproduzido no livro "O Negro e descendentes na Sociedade do RS" (pg. 185), registra o rio Piratini, o Passo do Acampamento, onde acampavam os militares portugueses demarcadores do tratado acima citado. A chegada de militares portugueses que instalaram-se na Guarda do Posto, no Passo da Guarda junto ao rio Piratini deu-se no ano de 1777, uma vez que os limites das posses entre as duas coroas era o próprio rio Piratini. Por essa interpretação do Tratado, feita pelas Cortes portuguesa e espanhola, os atuais 2° e 5° distritos de Piratini, pertenceriam a Espanha.
Em 1784, Rafael Pinto Bandeira, determinou a transferência do Posto da Guarda para uma das nascentes da primeira vertente (Arroio Grande), que desembocava, pelo norte, na Lagoa Mirim, e que posteriormente deu origem a Vila de Herval.
A concessão de sesmarias foi um artifício utilizado pelos portugueses para ampliar os seus domínios no território do sul, apesar de muitos dos criadores que ocupavam terras não possuírem títulos legítimos. Na localidade do Passo do Balthazar, no rio Piratini e, em sua margem esquerda até o local próximo a atual cidade de Piratini, as estâncias de Balthazar Garcia e Manoel de Tal, todas já infiltradas ao sul do Piratini em desacordo com o Tratado de Santo Ildefonso e, inclusive charqueadas, ao sul da confluência do Piratini com o canal São Gonçalo.
A região no sul do Rio Grande do Sul era muito almejada por castelhanos no século XVIII, que insistentemente tentavam apropriar-se daquelas terras. Esta insegurança, provavelmente tenha sido o principal fator que motivou o chefe militar Rafael Pinto Bandeira, a indicar a ocupação da área. A solicitação de Bandeira foi acatada pela rainha de Portugal, Dona Maria I, que ordenou ao vice-rei do Brasil Dom Luís de Vasconcelos e Sousa a distribuição de sesmarias e o início do povoamento data de 1789, mesmo ano em que a França revolucionária derrubava a Bastilha, com a chegada 48 casais de açorianos, os Casais Del-Rey, em terras que a Coroa Portuguesa permutou com o sesmeiro José Antônio Alves, em três léguas de campo que possuía, foram requeridas por concessão régia, nas pontas do rio Piratini, por extensão igual na Coxilha de São Sebastião e dividiu essa área em 48 "datas" de igual tamanho (cerca de 250 ha), concedendo-as, por carta de 6 de julho de 1789, por ordem da Dona Maria I de Portugal, a região - localizada no cume de uma coxilha, nas proximidades dos rios Camaquã e Piratini, onde hoje se localizada a cidade -, afim de garantir posse do território. Cada carta de terra dizia como no exemplo seguinte:
"Antônio José Feijó, Capitão de uma das Companhias do Batalhão de Infantaria com exercício de Artilharia deste Continente de Rio Grande de São Pedro. Atesto que por ordem do Sr. Coronel Comandante deste Continente, Joaquim Ribeiro da Costa, expedida a mim a 18 de maio de 1789, passei com o piloto Francisco Pereira Xavier ao distrito de Serro Pelado, terreno em que esteve situado José Antônio Alves e ali fiz medir e marcar, e dei posse a Jacinto Inácio Gularte de uma data de terras que compreende a 750 braças de de frente e outras tantas de fundo, corre sua frente norte e sul, divide-se leste e oeste, extrema pela norte com Mathias Rodrigues Homem, e pelo sul com campo devoluto, e se obrigou o dito Jacinto Inácio a residir e trabalhar na dita "data" de terras e não vender antes de se passarem 05 anos. E, para constar lhes passei a presente por mim assinada. Vila de São Pedro do Rio Grande, 6 de julho de 1789. O Capitão Antônio José Feijó."
"Concedo ao casal de número Jacinto Inácio Gularte da Silveira em nome de Sua Majestade, em consequência das ordens que o ILMO. Sr. Vice-Rei do Estado, 750 braças de frente e outra de igual quantidade de fundos, no lugar declarado nesta Certidão nº 42, passada pelo Capitão Antônio José Feijó com as condições declaradas na mesma Certidão, e este despacho lhe servirá com Carta de "data" e se registre ao livro delas na forma de Raes Ordens. Vila de São Pedro do Rio Grande, 06 de julho de 1789 - Ribeiro."
Os primeiros povoadores, ao chegarem, estabeleceram-se no local denominado Capão Grande do Piratini e fundaram uma capela em honra a Nossa Senhora da Conceição, no atual local onde existe a atual igreja da cidade. Desde então ela é a padroeira do município. As datas de terras foram dadas aos casais sob a ordem de nelas trabalharem, plantarem e não as venderem sem terem passados 5 anos. Ali, a partir de 1789, eles construíram suas casas de arquitetura singela, com alinhamento de duas janelas e porta na fachada. A escolha dos açorianos deu-se devido aos seus conhecimentos sobre agricultura, que poderiam ser utilizados naquelas terras. As terras onde foram colocados os casais faziam parte de uma estratégia de ali barrar possíveis caminhos de invasão por espanhóis ao Rio Grande do Sul, ao longo do divisor da serra dos Tapes, a partir de Cerro Largo (atual Mello), através do passo Centurión (então Passo Nossa Senhora da Conceição) do rio Jaguarão.
A instalação desses casais, segundo Antônio Belarmino Ribeiro, ocorreu entre 1789 e 1807. De conformidade, ainda, com o Comendador Gomes de Freitas: "Para as bandas do Brasil, assinala a tradição, no próprio período de entrada dos açorianos, vieram igualmente casais das Ilhas Canárias, alojando-se os primeiros nos campos entre Piratini e Jaguarão.
A sesmaria que pertenceu a José Antônio Alves e onde foram instalados os 48 casais açorianos, de acordo com trabalho de autoria de José Bernardo Gomes de Freitas, publicado em 1893 no "Almanak do Rio Grande do Sul" , ficava situada a margem direita do atual Arroio Batalha, denominado na época de Arroio Piratini-Mirim, considerado como principal ramo do rio Piratini, cujas nascentes ficavam um pouco acima do lugar denominado "Capão dos Corvos", próximo do Passo do Medina. Os açorianos ficaram estabelecidos a margem direita do Rio Piratini Mirim (atual passo do Batalha). No local, produziam algodão, trigo, cevada e demais produtos. Além dos casais de número ou casais d'El Rei, outras famílias vieram para Piratini, nos primeiros tempos do povoamento. Eram oriundos de diversas povoações do Brasil, Espanha, Portugal e outros países. A paisagem de Piratini lembrava e muito as paisagens de Portugal, e a arquitetura é uma das marcas deixadas pelos portugueses no Rio Grande do Sul, e constituem os troncos principais das famílias de Piratini. Através das pesquisas efetuadas no Arquivo Histórico do Rio Grande do Sul, pelo sr. Jayme Lucas d'Ávila, então presidente da Sociedade Amigos de Piratini, foram encontradas 43 Cartas de Doação registradas, com os nomes dos respectivos casais, sendo que os dos lotes 19, 21, 32 e 40, cujos registros não constavam, deduziu-se pelas indicações de limites das demais Cartas. Somente o nome do casal do lote nº 45 não foi encontrado nenhuma referência, fazendo-se supor que tenha sido o doado a Antônio José Vieira Guimarães, primeiro morador da atual sede do município, uma vez que seu nome não consta em nenhum dos documentos localizados. Outra hipótese levantada, é que Antônio José Vieira Guimarães fosse sesmeiro e que aqui já residisse quando se instalaram os casais açorianos, pois sua existência é comprovada por registros históricos e documentais. Foram os seguintes casais instalados segundo as Cartas de Doação pesquisadas:
1. Manoel da Rosa da Silveira;
2. João da Rosa Machado;
3. José de Faria da Rosa;
4. João Antônio de Oliveira;
5. Elena de São José (viúva);
6. José Furtado;
7. José Silveira de Azevedo;
8. José Lucas;
9. Manoel Garcia de Medeiros;
10. Antônio Rodrigues Vicente;
11. João Pereira Duarte;
12. Jorge Furtado;
13. Francisco Peixoto da Silveira;
14. José Antônio de Faria;
15. Antônia Clara da Conceição (viúva);
16. Antônio Rodrigues Luiz;
17. Antônio da Rosa Reis;
18. Jacinto da Silva;
19. Maria Santa (viúva);
20. Manoel Pereira da Cunha;
21. Francisco Garcia da Rosa;
22. Antônio Francisco;
23. José Francisco da Silveira;
24. Thomaz da Rosa Pinheiro;
25. José da Rosa Pinheiro;
26. Domingos de Faria Alvernáz;
27. Manoel da Rosa Mendonça;
28. Antônio da Rosa;
29. Manoel Duarte de Faria;
30. Antônio Silveira da Terra;
31. Bartolomeu José da Silveira;
32. José Silveira;
33. Antônio Silveira de Azevedo;
34. Francisco Furtado;
35. Eugênia Rosa (viúva);
36. Manoel Garcia;
37. Antônio Francisco da Silveira;
38. Pedro Martins da Costa;
39. Bartolomeu Ferreira Teles;
40. João Luiz de Medeiros;
41. Antônio Álvares Machado;
42. Jacinto Inácio Gularte da Silveira;
43. Mathias Rodrigues Homem;
44. José Terra Farinha;
45. Eleutéria Maria de Jesus (viúva);
46. José de Souza Brasil;
47. Francisco Silveira do Amaral.

O Tratado de Santo Ildefonso em 1777, imposto pela Espanha e Portugal, desgostara sobremodo os rio-grandenses. E de 1777 e 1800 houve um grande esforço de Portugal para infiltrar seus súditos em território motivo de disputa entre Portugal e Espanha. E ao sul do Piratini disto se encarregou o comandante da Fronteira do Rio Grande e sesmeiro em Cerrito, o Marechal Manuel Marques de Sousa 1.º denominação histórica da 8a Brigada de Infantaria Motorizada de Pelotas, cuja proposta vitoriosa foi por nós sugerida e instruída. Infiltração iniciada ao sul de Piratini já antes de 1784 e que foi percebida e denunciada pelo espanhol Félix de Azara, fundador de São Gabriel, alertando que se ali não se criassem núcleos espanhóis, em 4 anos a Espanha perderia o território, no caso em tela, entre os rios Piratini e Jaguarão. E esta perda aconteceu logo. E Piratini, como Vila dos Casais, formou na vanguarda desta infiltração portuguesa, ao ponto de 11 anos antes da Guerra de 1801 ali se estabelecerem casais açorianos para um duplo papel de soldado e agricultor. E para esta infiltração muitos açorianos se deslocaram de Estreito, Mostardas e Povo Novo para a fronteira, então no corte do Piratini, em Piratini, Canguçu, Vila Freire e Cerrito atuais, de onde muitos partiriam para a conquista da estância própria nos territórios conquistados em 1801, entre os rios  Piratini e Jaguarão e nos Sete Povos das Missões, em guerra financiada pelos estancieiros gaúchos. 

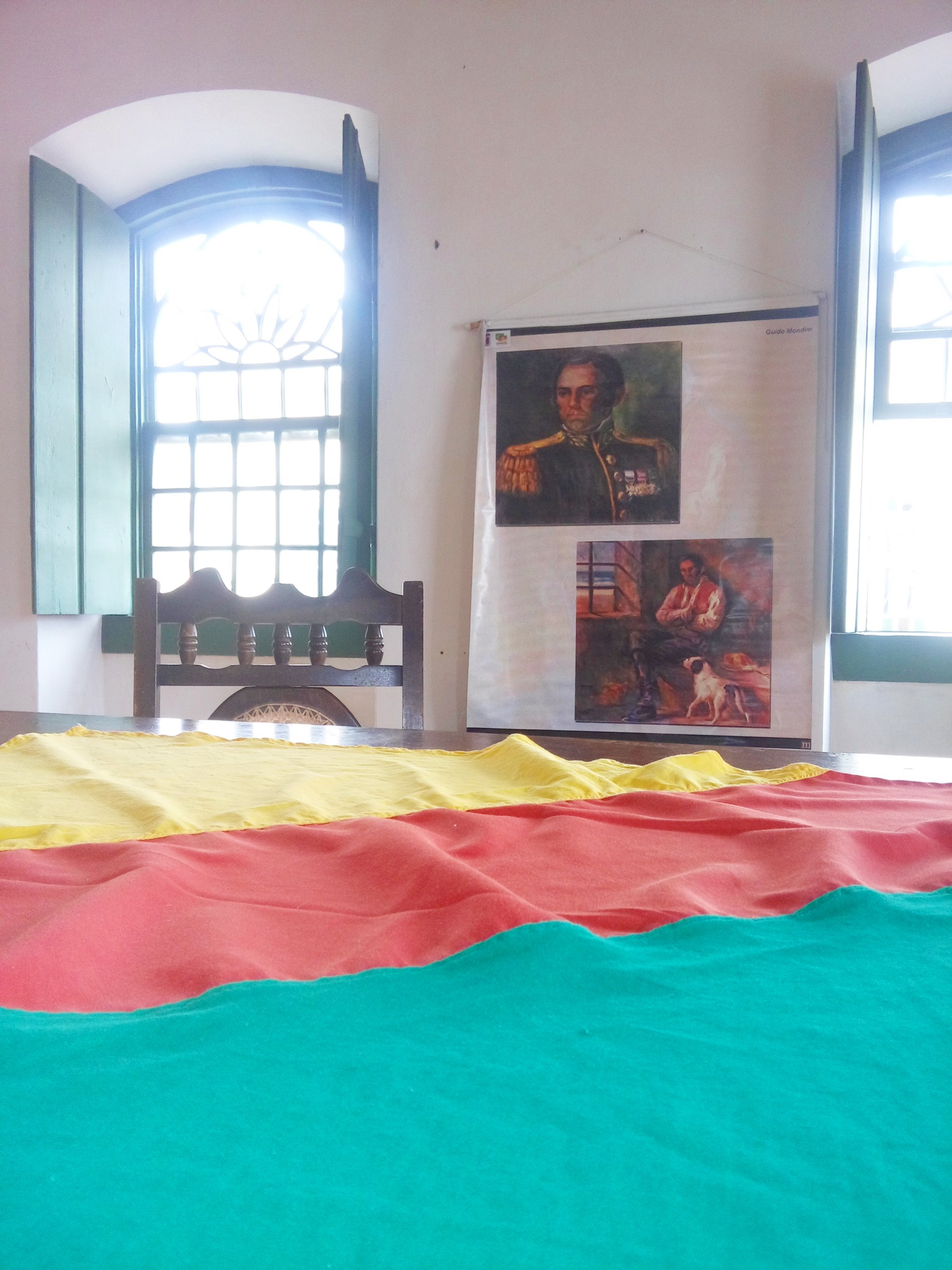
No interior do Museu Histórico Municipal, onde funcionou o Palácio da República Rio-Grandense o visitante acompanha a evolução cultural do povo piratinense.

Coincidente com a instalação de 48 casais em Piratini, em Canguçu atual  a Real Feitoria do Linho cânhamo do Rincão do Canguçu (1783-1789), com sede em Canguçu Velho atual, era transferida, por questões de segurança, de provável Zona de Guerra para São Leopoldo. Assim, em 1 de janeiro de 1800 foi fundado Canguçu como capela curada. E fundada numa encruzilhada e nó orográfico, no dorso da Serra dos Tapes, capaz de barrar caminhos de invasão provenientes de Melo, no Uruguai, ou de Rio Pardo demandando Rio Grande e vice e versa. A sede da Real Feitoria passou a ser conhecida desde então como Canguçu Velho.
Em 1801 aconteceu a vitoriosa Guerra de 1801, que dilatou as fronteiras da Coroa Portuguesa com a Coroa Espanhola, do rio Piratini ao rio Jaguarão e do Taim ao Chuí.
Antônio José Vieira Guimarães,  português nascido em Guimarães, construiu o primeiro moinho num dos galhos do Rio Piratini.  Com a chegada do primeiro vigário, reverendo Jacinto José Pinto Moreira, em 17 de abril de 1810, no mesmo local da primitiva Capela, foi construído um amplo templo, em terreno doado por Antônio José Vieira Guimarães, devido a sua devoção a Nossa Senhora da Conceição, em frente a sede de sua estância, onde havia um paradouro de gado. Em 1823 o vigário retirou-se para a corte, deixando-a inacabada. Posteriormente, após grande temporal começa a ameaçar ruir, em 1848, foi demolida até os alicerces, para ser construída a atual Igreja Matriz Nossa Senhora da Conceição, construída entre 1848 e 1854, tendo a obra sido executada pelos italianos Antônio Gentil Réggio e Pascoal Réggio.  Pelo que tudo indica, nunca teve o título de curato, pois em documentos antigos, se lê "Capela de Piratinim, 29 de julho de 1809..."etc. Jacinto José Pinto Moreira, conquistou a estima dos moradores da freguesia, que orientou a construção do primeiro templo cristão, de feia arquitetura, mas capaz de acomodar a população da paróquia. No dia 2 de Março de 1814, foram realizados os primeiros atos religiosos da nova Matriz.  Os traços dominantes eram o colonial, com arcos em curvaturas indefinidas nas portas e janelas, torre em cúpula.
As Reduções Jesuíticas que iniciaram a introdução a introdução do gado bovino em 1629, dando início ao gigantesco rebanho que formaria as "vacarias do mar", penetraram também até os Tapes. O gado se reproduziu solto e se tornou o principal fundamento da economia gaúcha.
A capela foi erigida pelos casais de colonos e era filiada a Igreja Matriz de São Pedro, em Rio Grande. Ao início do século XIX, Piratini seria pouco mais que um correr de casas modestas em volta da pracinha da Capelinha, muito branca, recordando, com seus ares simplórios, as modestas capelinhas dos Açores. O entreposto comercial que se delineava, estabeleceu o desenvolvimento de uma estrutura em torno da concorrência de três linhas, que são até hoje, as entradas principais de acesso ao núcleo urbano. Aos fundos da Capela, no local onde posteriormente foi erguida a capela-mor da igreja construída, situava-se o primitivo cemitério, que em 1811, foi transferido para uma área onde hoje está a Estação de Tratamento de Água, a Hidráulica, na atual rua General Neto, esquina com a rua Princesa Isabel.

#### Criação da Freguesia de Nossa Senhora da Conceição Piratinim
O crescimento da população e a prosperidade da criação de gado bovino e do cultivo, principalmente de linho e cereais, como o trigo, atraíram novos habitantes e despertaram a atenção do governo imperial, que decidiu elevar o povoado, por alvará do Príncipe Regente, D. João VI de Portugal, datado de 3 de abril de 1810, à categoria de Freguesia de Nossa Senhora da Conceição de Piratinim. Nesse período, moradores abastados começaram a construir casas em volta da capela, que havia sido ampliada pelo reverendo Jacinto José Pinto Moreira, primeiro vigário de Piratini. Em 1811 teve lugar a fundação de São Sebastião de Bagé pelo Capitão-General D. Diogo de Souza, tornando-se a capitania de São Pedro do Rio Grande do Sul, um grande acampamento militar. Piratini passou a crescer e se desenvolver como passagem obrigatória de quem vinha da Capital da Província para a fronteira, e vice-versa, de tal forma que veio a figurar, com grande relevo, após a primeira década do século XIX, na História Política e Social do Rio Grande do Sul. Os limites do novel município então se configuravam, constando as seguintes divisas: "Da Coxilha de Santo Antônio, pelo Arroio Pedregal até sua foz no rio Camaquã, e por este acima até a confluência do Arroio Velhaco e por este acima até a sua nascente na Coxilha das Tunas, e por esta até seu encontro com a Coxilha Geral, e procurando a nascente do Arroio Jaguarão do Meio e por ele até a desembocadura do Arroio Candiota, e por este acima até a barra do Arroio Taquara e por ela acima até a sua nascente e procurando a vertente do Arroio Piratinim de Santa Maria, e por ela até a barra da orqueta do Rio Piratinim e por este acima até sua nascente na Coxilha de Santo Antônio até a nascente do Arroio Pedregal."
No ano de 1814 a população continha 3.673 habitantes. Em 29 de novembro de 1815, a freguesia foi visitada pelo bispo capelão-mor D. Caetano José da Silva Coitinho, ocasião que foi criada a Vara Eclesiástica e Forânea, por provisão de 30 de novembro do mesmo ano, sendo nomeado seu 1.º Vigário de Vara, o reverendo Jacinto José Pinto Moreira, tendo debaixo de sua comarca as Freguesias de Nossa Senhora da Conceição de Canguçu e Serrito do Divino Espírito Santo de Jaguarão.
Entre 1816 e 1820, agitou-se a fronteira com as guerras contra o General José Artigas, tendo chegado do Reino de Portugal a Divisão de Voluntários Reais. A insegurança fronteiriça no vai e vem, elegeu Piratini situada sobre a proteção da Serra dos Tapes como lugar seguro para se viver. Para Piratini imigraram famílias que construíram moradias antes mesmo da Guerra de 1801 e antes de 1832, incluindo palacetes e sobrados, que iriam abrigar os prédios públicos da República Rio-Grandense, que se mantém de pé até os dias atuais. Foi nessa época, por volta de 1820 que começava a chegar a Piratini a mão de obra escrava africana, aqui chegados através do tráfico negreiro. Os braços fortes dos escravos eram usados nas estâncias e charqueadas nas lides campeiras e em diversos outros ofícios. Mais tarde, por conta da Revolução Farroupilha, a estes foi jurada a liberdade caso juntassem-se ao exército farroupilha. Constituíram importante formação militar farroupilha, conhecida como lanceiros Negros, liderados principalmente pelo coronel Joaquim Teixeira Nunes. Em 14 de janeiro de 1820, por Resolução Régia, foi criada a primeira Aula Pública de Primeiras Letras para meninos na vila, todavia, a qual só veio a funcionar efetivamente em 1837, durante o governo farroupilha.

#### Piratini na Guerra da Cisplatina
A tradição guerreira de Piratini pode ser notada mesmo antes da Revolução Farroupilha, no ano de 1827, quando eclodiu a Guerra da Cisplatina, que resultou na independência do Uruguai do Império do Brasil, que fora a Província Cisplatina por 05 anos, onde muitos habitantes da Freguesia tomaram parte ao lado das tropas brasileiras. A Batalha do Passo do Rosário, em que o exército do Império do Brasil, sob o comando do visconde de Barbacena, sofreu completa derrota, determinou a 27 de agosto de 1828 a independência do Uruguai, o que causou intensa mágoa aos rio-grandenses pela perda da Cisplatina. Os patriotas não se conformavam  e passaram a duvidar da capacidade do governo imperial, que confiou o comando das tropas a generais inábeis, só pelo fato de terem nascido em Portugal. Muitos piratinienses tomaram parte desta campanha, entre os quais: Bernardo Pires da Rosa, Manoel Lucas de Oliveira, Joaquim Teixeira Nunes. No decorrer das negociações de paz, o exército imperial esteve por mais de três meses acampado na localidade entre o inverno e 18 de dezembro de 1829, sob o comando do general Carlos Frederico Lecor, e foi em Piratini desmobilizado que radicaram-se e casaram-se muitos militares, como os alferes Antônio Joaquim Bento e Vicente Ferrer Almeida, com filhas de José de Mattos de Guimarães. O Alferes Antônio Joaquim Bento seria futuramente, o 1° professor de Alegrete, nomeado pelo governo farroupilha e seu filho Antônio Joaquim Bento, seria o 1° professor régio em Canguçu em 1857. O fato mais notável que se deu no curso desse tempo foi a execução militar que teve lugar no dia 20 de setembro de 1828. Um cabo do 28.º Batalhão de Caçadores, por nome José Maria Coelho, que logo a saída de  Cerrito feriu com duas facadas seu comandante de Companhia, por ter ter-lo repreendido com palavras ásperas. Respondendo ao conselho de guerra, foi condenado a ser fuzilado. Chegado de Rio Grande, onde aguardava a confirmação da sentença, foi mandado passar três dias no Oratório da Igreja local, como era uso. No dia 20 de setembro, formou a tropa existente, em campo fora da povoação, nas proximidades do atual Estádio Ney Fabião Valente, e com todas as formalidades foi executado. No dia 21 de outubro chegou a Piratini o Coronel Veiga, acompanhado de uma grande e luzida escolta, portanto o Tratado de Paz e trazendo alguns prisioneiros. No mesmo dia, o General em Chefe fez expedir "próprios" para todos os pontos, comunicando a declaração de paz, tendo sido publicada a "Ordem do Dia", lida á frente de cada Corpo , na qual se fazia saber do Exército que a paz havia sido ratificada na Corte. No dia 22 de outubro, se deu a ordem para que toda a força existente em Piratini formar a tarde em grande parada, à qual se apresentou o General Lecor á frente do Coronel Veiga, tendo após as devidas continências, desfilado a citada força, desenvolvendo algumas evoluções à vista do Coronel Veiga. No dia 23 de outubro, o Coronel argentino, junto de sua escolta retornou ao seu destino. No dia 18 de dezembro, o Exército Imperial Brasileiro, foi desmobilizado em Piratini, retirando-se os oficiais dos Corpos de Caçadores e de Artilharia, que rumaram à Freguesia de São Francisco de Paula. Muitos veteranos da Guerra da Cisplatina, descontentes com seu desfecho, aí se fixaram. O tratamento dispensado pelo Império á citada guerra e a política fiscal desenvolvida pelo Governo, gerava grande descontentamento entre os habitantes dessa região, e os ideais republicanos assimilados nos constantes contatos com os vizinhos platinos, ganhava corpo entre os habitantes da localidade, explicando de certa forma, as razões não só estratégicas da escolha de Piratini para o centro das operações revolucionárias em 1835.

#### Elevação a Categoria de Vila de Piratini
Piratini passou a ser conhecida como Vila dos Casais, tornou-se localidade segura e atrativa, já que a fronteira fora invadida duas vezes pelo general argentino Carlos María de Alvear, crescendo a cada dia sua população, prosperando e, em especial a produção de trigo em suas terras férteis e com o dorso das Serras do Sudeste, assegurando comunicações a cavalo e de carretas "sem molhar-se as patas dos cavalos, mulas e das boiadas. O regulamento da produção de trigo em 1830, era de cerca de 30 a 50 alqueires  por um de sementes. Esses fatores contribuíram para um crescente desenvolvimento da localidade, levando o Governo Imperial, por Decreto s/nº de 15 de dezembro de 1830, expresso  a elevar a Freguesia à categoria de Vila, com cerca de 80 prédios, entre eles seis sobrados e uma cadeia, integrado pelos distritos de Canguçu, Cerrito e Bagé, até o Rio Pirai, conforme o Decreto diz:
"Decreto de 15 de dezembro de 1830:
Eleva a categoria de vila a freguesia de Piratini, na província de São Pedro.
Hei por bem sancionar e mandar que se execute o que resolveu a Assembleia Legislativa sobre a Resolução do Conselho Geral da província de São Pedro do Rio Grande do Sul.
A povoação da Freguesia de Piratinim fica criada a Vila com a denominação de Vila de Piratinim, com Juiz Ordinário, um Tabelião do Público, Judicial e Notas, um Escrivão de Órfãos, que também servirá de Inquisidor.
Seu distrito compreende os limites da mesma Freguesia, os de Canguçu e da Capela do Cerrito, a parte do distrito de Bagé até o Pirahy, seguindo a Coxilha de São Sebastião até as pontas do Camaquã Chico.
José Antônio da Silva Maya, do meu Conselho, Ministro Secretário de Estado dos Negócios do Império, que tenha assim entendido, e expeça os despachos necessários. Palácio do Rio de Janeiro, em quinze de dezembro de um mil oitocentos e trinta, nono da Independência e do Império.
Com a rubrica de Sua Majestade Imperial.
José Antônio da Silva Maya."
A 7 de junho de 1832 foi instalada a Vila pelo conselheiro Antônio Rodrigues Fernandes Braga, decorridos 42 anos de sua fundação, sendo eleita e empossada a primeira Câmara Municipal, constituída por: Vicente Lucas de Oliveira, presidente, com 361 votos; Manoel Rodrigues Barbosa, com 334 votos, Manoel Gomes Guimarães, com 294 votos, Ubaldo Pinto Bandeira, Ramão Garcia de Vasconcelos, com 194 votos, Manoel José da Silva Santos Veleda, com 215 votos e José Pereira da Silva Cacório, com 203 votos secretariada por Antônio Belarmino Ribeiro. Serafim José da Silveira recebeu 274 votos, mas não assumiu por ter sido aceito como Juiz Ordinário. Dos 40 signatários da ata de fundação, registra-se o nome de Bento Gonçalves da Silva (futuro líder farrapo), Ubaldo Pinto Bandeira (consta como sendo irmão do brigadeiro Rafael Pinto Bandeira e que dá nome ao Cerro do Ubaldo, no 1° distrito de Piratini, ás margens da RS-702), o mais tarde Comendador Manoel José Gomes de de Freitas, Serafim José da Silveira, José de Mattos de Guimarães e Bernardo Pires da Rosa (simbolista farrapo, criador do Lenço Farroupilha). Geralmente a elevação a categoria de vila se dava devido ao constante crescimento populacional e ao desenvolvimento econômico. Ainda em 1832, foi desanexada a Freguesia do Divino Espírito Santo de Serrito (Jaguarão), compreendendo, além desse, as áreas dos atuais municípios de Arroio Grande, Herval e Pedro Osório.
Na falta de um prédio próprio para a câmara, foi a mesma instalada nas dependências do prédio de propriedade da senhora Ana Gomes Dias, na parte sob a açoteia, a qual cedeu-as mobiliadas , sem ônus à municipalidade, onde funcionou até agosto de 1843. Começou-se a organizar a administração e judiciário do novo município, tendo sido nomeados: Fiscal da Câmara: Bernardo Pires da Rosa; Procurador: Francisco Moreira da Silva Verde; Juiz Ordinário: Serafim José da Silveira; Juiz de Órfãos e Ausentes: Francisco Lucas de Oliveira; Juiz Municipal: Manoel José da Silva Santos Veleda; Juiz de Paz: José Lucas de Oliveira.
Depois de elevada a vila, Piratini embora não oficial, era uma cidade com nobres solares e até sobrados, raríssimos até então, datando os mais expressivos de 1819 a 1824, e com ruas batizadas: rua Clara, a principal; Rua do Bom Fim, Rua do Teatro, Rua da Conceição, Rua da Cadeia, Rua do Passo, Rua da Fonte, Rua Nova, Praça das Alegrias, Praça do Teatro, e mais alguns becos e ruas, inclusive com uma modista francesa que atendia em seu atelier. A rua principal era a Rua Clara (atual Rua General Bento Gonçalves da Silva e Avenida Gomes Jardim). Era a única calçada desde antes do período revolucionário, indo do sobrado do Capitão Manoel Gonçalves de Meireles (atual Museu Histórico Farroupilha) até a residência do Comendador Fabião (atual Hotel da Dona Cila). Nesta rua, além do sobrado do Capitão Manoel Gonçalves de Meireles e sua esposa Dona Antônia, ficava o sobrado de azulejos portugueses, que pertenceu a Vicente Lucas de Oliveira, Presidente da Câmara Municipal em 1836, que decretou a Proclamação da República Rio-Grandense; acima deste, o prédio que serviu de residência a Giuseppe Garibaldi e Luigi Rossetti no período revolucionário, onde foi instalada a tipografia do jornal "O Povo", na esquina abaixo, ficava a residência do boticário espanhol José Francisco da Conceição, e mais acima dessa, o Atigo Clube de Piratinim, o Clube Velho. As fecundas terras do município, proporcionavam abundantes colheitas e a criação de gado prosperava, dada a excelência das pastagens. Os habitantes além do algodão, colhiam trigo, linho, cevada e criavam gado vacum.
Duas fontes públicas abasteciam a população: a Fonte dos Pinheiros e a Fonte da Terra. A existência de um teatro - Teatro 7 de Abril - é uma prova do adiantado grau de cultura da região, já naquela época. E, como atestado do desenvolvimento da comunidade piratiniense, existiam dois estabelecimentos industriais: a Fábrica de Cerveja de Lucindo Manoel de Brum e a Fábrica de Pólvora e Foguetes, dos Irmãos Gonzaga Ferreira Pinto de Souza, os "fogueteiros".
Em 20 anos, o povoado cresceu, ganhou novos prédios e uma capela ainda maior, com portas em arcos e duas torres em estilo gótico. As poucas ruas ainda não tinham calçamento e a água potável chegava à população apenas por duas fontes naturais, acima citadas. A vila era iluminada por querosene e servida por um demorado sistema de correio, inaugurado a 8 de setembro de 1832, que transportava cartas até a Vila São Francisco de Paula (hoje Pelotas) três vezes por semana, com o seguinte itinerário: "A distância desta Vila a de São Francisco de Paula são 18 léguas: a direção que o Correio deve fazer é pelo Passo da Maria Antônia, passando pelo Manoel Marques à Capela do Cerrito, onde se imagina a metade do caminho e onde se devem encontrar as malas para serem trocadas; e dali pela estrada geral até São Francisco de Paula."  O primeiro administrador do Correio foi Caetano Augusto Penedo, sendo o transporte contratado por Antônio José dos Santos, com vencimentos de trezentos mil réis anuais, para fazer três viagens por mês.
Em 4 de setembro de 1832 a Vara Eclesiástica de Piratinim foi visitada pelo Visitador Reverendíssimo Vigário Geral senador Antônio Vieira da Soledade. No mesmo depois de desmembrada do município de Rio Grande, seu território continuou abrangendo uma grande extensão, onde estão hoje seis municípios da Região Sul do Estado.
Por Resolução do Conselho Administrativo Provincial, em 16 de março de 1833, foi criada a comarca de Piratinim, tendo sido nomeado seu juiz de direito o piratiniense Dr. Joaquim Vieira da Cunha e promotor Antônio José de Abreu. A cadeia civil não estando concluído o prédio que se construía, foi instalada na casa de residência de Dona Maria Francisca da Conceição (onde posteriormente funcionou a loja de Dackhir Gaspar), mediante aluguel mensal de um mil réis. O prédio que se erguia nos fundos da paróquia foi condenado pelo Presidente da Província, por estar muito próximo ao templo cristão, o qual foi posto a leilão, seus alicerces e paredes a meia altura, por ordem da mesma presidência, foi arrematado por Leandro José da Costa, pelo valor de duzentos mil réis.

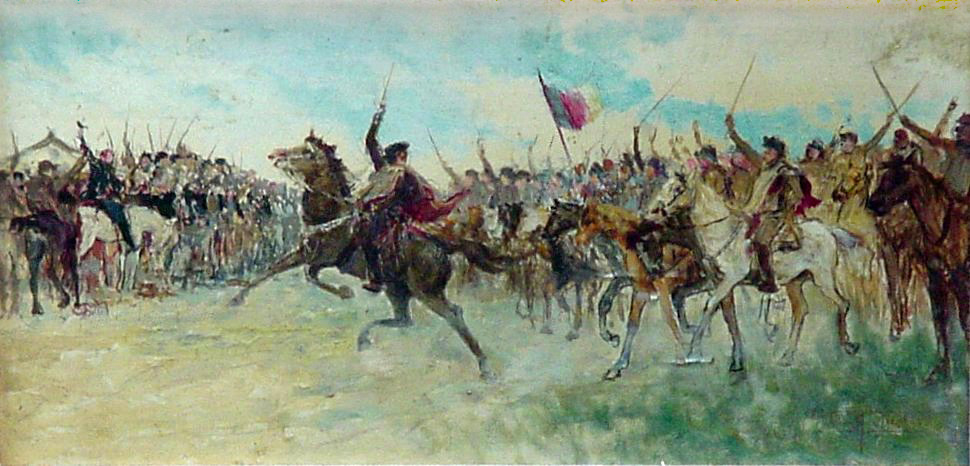
A Proclamação da República de Piratini, de Antônio Parreiras, 1915.

### Revolução Farroupilha e capital da República
Se rasgou o negro lençol de nuvens que que envolvia a vastidão dos céus. E do lado do Sul brilhou uma estrela- Piratini, na qual se lia Amor, Fraternidade, Humildade (Tito Livio Zambeccari em artigo de 1838)
A província de São Pedro do Rio Grande do Sul vivia momentos de tensão em 1835. O descontentamento com a política do governo central e a oposição entre conservadores e liberais, o estopim da Revolução Farroupilha, praticamente antecipavam o longo período de confrontos armados.
Os episódios que antecederam esta decisão são inúmeros, porém é necessário frisar alguns, como o alto custo de produtos exportados da então província de São Pedro do Rio Grande do Sul, como o charque, a graxa, o couro, e tantos outros, que eram taxados com impostos abusivos pelo Império. Além disso, um presidente da província que defendesse os ideais rio-grandenses também era outro clamor dos revolucionários.
Na noite do dia 19 de setembro para o dia 20, após reunião na Estância das Pedras Brancas, ás margens do lago Guaíba, Gomes Jardim, Onofre Pires e demais líderes do movimento atacaram e tomaram a capital da província, Porto Alegre, destituindo do poder o presidente Antônio Rodrigues Fernandes Braga, que fugiu para Rio Grande. Cerca de duas semanas depois de um grupo de rebeles farroupilhas ter ocupado Porto Alegre, cem homens deflagravam o movimento na Vila Piratini, comandados pelo capitão de milícia Antônio José de Oliveira Nico e por Domingos de Souza Neto, rendendo e destituindo as autoridades imperiais. As primeiras colunas de farrapos marcharam pelas ruas estreitas da vila, a 8 de outubro, sob a aclamação dos piratinienses. O movimento teve grande influência da Revolução Francesa, tendo em seus principais lemas a liberdade, igualdade e humanidade.
Por sua localização estratégica, no alto da Serras do Sudeste, e pela existência de dezenas de prédios próximos para a instalação dos comandos revolucionários, a vila tornou-se o centro de operações do movimento. Em dezembro de 1832, o coronel Antônio de Sousa Neto passou a chefiar a Legião de Guardas Nacionais da Comarca de Piratini, criada em 10 de setembro de 1835, pelo presidente da província, formada por quatro companhias recrutadas em Piratini, Canguçu, Cerrito e Bagé. Com 28 anos, comandou a coluna farroupilha que venceu, em 10 de setembro de 1836, em Seival, as tropas imperiais de Silva Tavares. A Legião organizada pela Câmara de Piratini com o nome de Corpo com 2 Esquadrões, totalizando 4 Compainhas com as seguintes paradas: Piratini, Bagé, Canguçu e Cerrito. As Compainhas de Piratini e Bagé formaram o 1° Esquadrão. As de Canguçu e Cerrito formavam o 2° Esquadrão. Ao 1° Esquadrão foram incorporadas soldados da Guarda Nacional dos atuais municípios de Pinheiro Machado, Hulha Negra e Candiota.

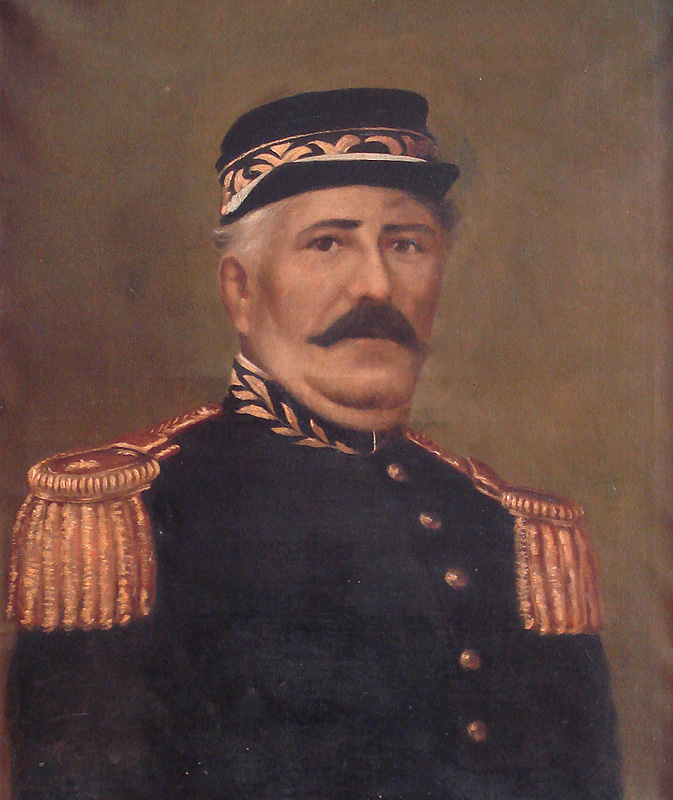
General Antônio de Sousa Neto, o mais expressivo líder revolucionário de 1835, na região de Piratini. Proclamou a República Rio-Grandense, em 10 de setembro de 1836.

Em 1836, a incompreensão do Governo Regencial e a intransigência de Araújo Ribeiro, então presidente da Província, fazem recrudescer a luta. Entre 23 a 30 de março, dá entrada em Piratini, João Manuel de Lima e Silva, dando a ordem para uma reunião geral, a 4 de abril, no Passo do Acampamento, das facções existentes nessa comarca. O Passo do Acampamento se constituiu, durante o decênio revolucionário, um dos mais importantes e estratégicos pontos do movimento rebelde, pois era esse o local de encontro das tropas revolucionárias e de descanso para a cavalhada.
A vitória dos integrantes da Primeira Brigada Liberal marcou um dos acontecimentos militares mais importantes do movimento e despertou o desejo de emancipação dos farrapos. Na noite do combate de Seival, ainda sob a euforia da vitória, o capitão Manuel Lucas de Oliveira e Joaquim Pedro Soares foram até a barraca de Neto para convencê-lo a ocupar o posto de general-em-chefe do exército e proclamar a República. O movimento que até então visava chamar a atenção do governo central para que com os rumos da economia gaúcha, a partir de então tomava caráter separatista. Os soldados do exército farroupilha que antes hasteavam a bandeira do Império do Brasil, agora empunhavam uma bandeira própria (tricolor: verde, vermelho e amarelo), elaborada pelos farrapos em 1835 e usada após a proclamação da República Rio-Grandense em 11 de setembro de 1836. Esta bandeira tornou-se a bandeira oficial do Estado do Rio Grande do Sul a partir de 14 de julho de 1891. Ali mesmo escreveram os rascunhos da proclamação. No dia seguinte, 11 de setembro, antes de sair o sol, as tropas já esperavam o futuro general nos campos dos Menezes, à margem esquerda do rio Jaguarão. Neto apareceu a galope. Postou-se ao centro da tropa, ergueu a espada e anunciou a proclamação da República Rio-Grandense. Em 11 de novembro de 1836 nela instalou-se a capital da nova República Farroupilha, sendo elevada em 1837, ao título de "Mui Leal e Patriótica Cidade de Nossa Senhora da Conceição de Piratinym". Segundo Marivalde Calvet Fagundes: "Neto, surpreendido com a imposição, ficou indeciso. Os oficiais responderam que a Divisão de Centro estava perdida, que não haveria como salvá-la e que Bento Gonçalves aprovaria o que fosse feito. Para aumentar a pressão, acrescenta-se que se Neto não se decidisse, os piratinienses se retirariam da luta, porque João Manuel de Lima e Silva seria o general e comandante do exército, e sob suas ordens eles não serviriam." Dali rumaram para Jaguarão, onde a Câmara aderiu o movimento, e, buscaram se reunir em Piratini as outras forças republicanas.
Conta o professor e historiador João Manoel Ferreira, sobre um fato, que virou lenda local, ocorrido por essa época: o pároco da Matriz Nossa Senhora da Conceição, padre Manoel José Soares de Piña, odiava os farroupilhas. Nas missas, imprecava contra os sediciosos do púlpito, xingava os fiéis simpáticos á conspiração e, consta, usava a palmatória, para impor suas ideias. Quando os farrapos depuseram da vila os governantes imperiais, em 8 de outubro de 1835, foram tirar satisfações com o padre resmungão. Piña, não se intimidou, manteve as críticas e disse que não arredaria o pé da sacristia, pois obedecia somente ao papa. Então, os revolucionários o colocaram no lombo de uma mula velha e mancarrona, e o expulsaram da cidade sob gargalhadas. Indignado com a humilhação a que fora submetido, o padre rogou uma praga a cidade:-"Esta vila nunca será próspera. Um passo para frente, dois para trás". O praguejador possesso jamais voltou. Piratini realmente ficou longe dos trilhos do trem e das rodovias.
Após a Proclamação da República Rio-Grandense, no dia seguinte e assim decretada pela Câmara de Piratini, depois de assumir o papel de Constituinte da República Rio-Grandense para  formalizá-la juridicamente. O presidente da Câmara de Vereadores, Vicente Lucas de Oliveira, aderiu à causa e permaneceu em seu cargo. Outros, como o juiz de paz na época, Comendador Fabião, foram destituídos. A revolução teve como epicentro a região de Piratini, que na época pertenciam os municípios de Bagé (até o Piraí), Hulha Negra, Candiota, Pinheiro Machado, Cerrito e Canguçu, este último, considerando o período 1835-1842 como "o mais perigoso e mais farrapo". Piratini, por decreto do presidente da República Rio-Grandense, general Bento Gonçalves da Silva, de 4 de agosto de 1838, incorporou o atual território do município de Dom Pedrito, ao sul do Arroio Jaguarí, e a leste do Arroio Ponche Verde. Decorridos 56 dias da vitória no Seival, em 5 de novembro a Câmara de Piratini reuniu-se e deliberou:
1. Assumir o papel de Constituinte (provisória) da nova República Rio-Grandense.
2. Proclamar independente do Império do Brasil a província de São Pedro do Rio Grande do Sul.
3. Declarar a província de São Pedro do Rio Grande do Sul estado livre, constitucional e independente com a denominação de Estado Rio-Grandense.
4. Pode ligar-se ao Estado Rio-Grandense por laços de federação a outras províncias que adotarem a República.

Assinaram estas importantes decisões históricas os vereadores Vicente Lucas de Oliveira, Manoel José da Silva Santos Veleda, Serafim José da Silveira, Antônio Correia da Silva, João Antônio de Moraes e José Pereira Cacório. No outro dia, a mesma Câmara ausente o vereador Silva Verde, por motivo de doença, presidiram as seguintes eleições:
- Do coronel Bento Gonçalves (preso no Forte do Mar, na Bahia), para Presidente da República, tendo como substituto eventual no seu impedimento, o seu amigo José Gomes de Vasconcelos Jardim, um tutor de fato e de direito da República.
- Dois vice-presidentes Paulino da Fontoura, major José Mariano de Matos e Inácio José de Oliveira Guimarães.[12]

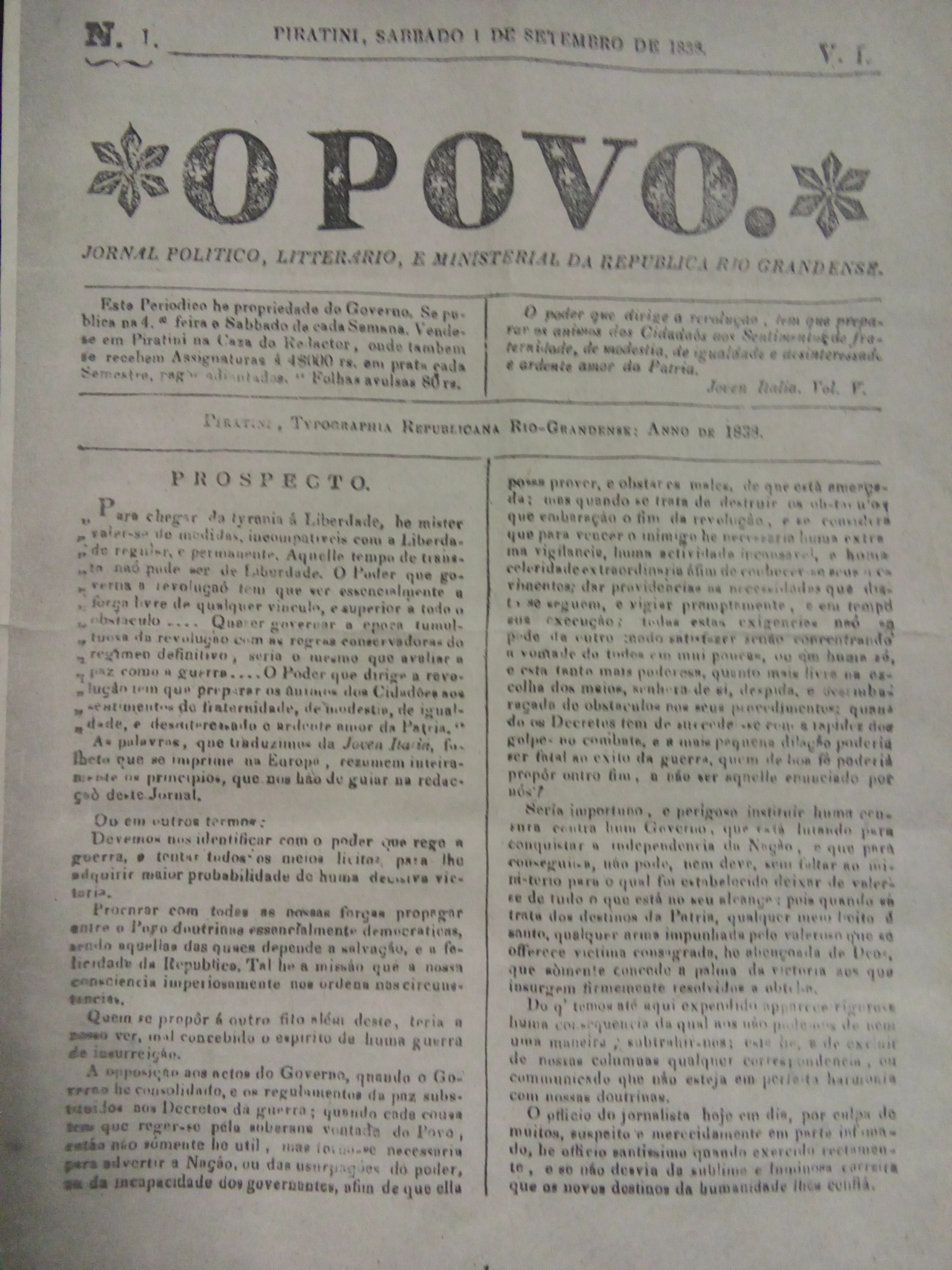
Reprodução da 1° edição do jornal revolucionário "O Povo", editado na tipografia da República, em Piratini no ano de 1838

Após a assinatura da Ata da Sessão, seguiu-se um “Te Deum”, ato obrigatório em circunstâncias com essa, digna de aparatosa solenidade.
Após os rituais de preceito, correu a organização das pastas dos Ministérios, compostos de seis repartições: Interior e Fazenda, por responsável Domingos José de Almeida; Marinha e Guerra, pelo major José Mariano de Matos; Justiça e Estrangeiros, por José Pinheiro de Ulhoa Cintra. Os cidadãos do novel Estado, soberano dirigiram-se em compacta coluna, ao templo único da localidade, vendo-se à testa de quantos ali marchavam, compassados a figura imponente de Joaquim Teixeira Nunes, coronel do Corpo de Lanceiros, que tivera a honrosa incumbência de conduzir o primeiro pavilhão do Rio Grande do Sul livre. Logo atrás, o escolhido para a Presidência da nova nação: segue-se os olhos fitos no estandarte no novo regime, que orgulhosamente estreava. Uma nação de fato, uma independência verdadeira, sem cenas á margem do Ipiranga, mas com uma assembleia realmente representativa, sem violentas atitudes em cavalgadas elegantes, mas com um programa de governo cuidadosamente democrático.
A 1 de novembro, João Manuel de Lima e Silva, após haver passado a beira da Vila, acampa com suas tropas na Chácara do Velho Neto; novos contingentes chegam a localidade. A Vila palpita de entusiasmo. Estavam ali reunidas, as mais altas figuras da Revolução: José Gomes de Vasconcelos Jardim, Antônio de Sousa Neto, Domingos José de Almeida, Antônio Paulo da Fontoura, José Mariano de Matos, Inácio de Oliveira Guimarães, Bernardo Pires, João Manuel de Lima e Silva, Joaquim Pedro Soares, Joaquim Teixeira Nunes, Dr. Antônio Pereira Siqueira Leitão, Manoel Macedo Brum da Silveira, José Pinheiro de Ulhoa Cintra, José Alves Moraes, o padre Miguel Justino Garcez Moncada e grande número de patriotas.
Em 4 de janeiro de 1837, face a rija investida dos imperiais, as baixas sofridas pelos rebeldes no combate de Pedras Altas e seu desalojamento da zona da Capital, o Governo Republicano resolve-se pelo abandono de Piratini e a mudança de sua base de operações para o vizinho Uruguai, buscando o apoio prometido por Oribe. Todavia a investida de Antônio de Sousa Neto a tomada de Caçapava do Sul, em 7 de março, melhora sobremaneira a causa revolucionária, antes mesmo da adesão de Bento Manuel Ribeiro. A 26 do mesmo mês, dirigiu-se José Gomes de Vasconcelos Jardim, a Presidente Interino da República, á “Cidade Sagrada” da Revolução, com o objetivo de restabelecer o Governo em asilo no Uruguai, em sua primitiva sede. Segundo a tradição, o vereador Serafim José da Silveira, afim de evitar que o vice-presidente Paulino da Fontoura assumisse o governo por ser conhecido boêmio e conquistador, criou a figura apavorada de Gomes Jardim para assumir a presidência. Dias antes e sem imposição nenhuma, Piratini tinha sido ocupada por um contingente em número superior a 200 homens, encabeçados pelo bravo Manuel Lucas de Oliveira. Restabelecido o Governo “podia-se labutar com descanso em Piratini, visto que cerradas ao inimigo estavam todas as avenidas da ardente cidade” A administração republicana começa, então, a se fazer sentir com a organização das repartições e secretarias dos negócios do Estado e a assinatura de numerosos e importantes atos.
A 20 de novembro de 1837, chega a Piratini o então General Bento Gonçalves da Silva, que conseguira evadir-se das prisões da Regência, e, em 16 de dezembro, em Sessão Extraordinária da Câmara Municipal, é vestido no supremo poder da República, conforme se acha registrado no Livro de Atas n° 02 da citada Câmara. 
Piratini foi capital da República e sede do governo farrapo de 10 de novembro de 1836 a 7 de janeiro de 1837; de 26 de maio de 1837 a 14 de fevereiro de 1839; de 4 de maio de 1843 até o final da Revolução Farroupilha, ou seja, teria abrigado o governo por mais de 3 anos. Em 4 de agosto de 1838, por decreto assinado pelo presidente general Bento Gonçalves da Silva, a região compreendida entre Jaguari, Ponche Verde e Bagé, foi desanexada do município de Caçapava do Sul e incorporada ao de Piratini. 
O período áureo da República Rio-Grandense teve Piratini como capital. Foram aprovadas a bandeira, o brasão e o hino rio-grandense. Em 1838, por iniciativa de Domingos José de Almeida e Luigi Rossetti, foi criado o órgão oficial da República, o jornal "O Povo", sendo a tipografia e redação instaladas no prédio onde residiam Rossetti e Giuseppe Garibaldi, que chegaram a vila via Uruguai, após contato com Bento Gonçalves, enquanto este se encontrava preso na Fortaleza da Laje, no Rio de Janeiro. O primeiro número de “O Povo” foi publicado a 1 de setembro de 1838 e custava 80 réis a folha avulsa e 4$000 réis a assinatura por semestre; era publicado as quartas-feiras e sábados e o último número editado em Piratini foi o 45, em 2 de fevereiro de 1839, quando então, dias após foi transferido para Caçapava do Sul.
Ao alvorecer do ano de 1839, os interesses da República e a estratégia militar fazem com que se decida a transferência da capital para Caçapava do Sul, e a 14 de fevereiro o Governo Republicano deixa Piratini em direção à nova Capital, onde permaneceu até 15 de julho de 1842, quando foi transferida para Alegrete. A transferência da Capital não arrefeceu o entusiasmo dos piratinienses pela causa republicana. O amor dos filhos desta terra aos postulados democráticos, manifestava-se nas mais diversas ocasiões, e a edição de 26 de setembro de 1839 de "O Povo", assim noticiava: "Não deve ficar sepultado no esquecimento dos festejos que vários patriotas fizeram na cidade tipo da Liberdade, em que nos dias 10,19,20, e 21 do corrente, interrompidos por justos motivos no dia 22, concluídos a 23, em aplauso da memorável Batalha do Seival, tomada da  Vila de Laguna, pela Divisão Libertadora e aniversário da heroica revolução"
Em 29 de novembro de 1839, no Alto do Leal, próximo ao Passo do Acampamento, é travado violento combate entre republicanos e e imperiais, em luta que apareceu "Evaristo", célebre degolador das forças imperiais, chefiadas por João da Silva Tavares, sendo esse único combate realizado dentro do atual território do município de Piratini. A tomada de Piratini, que registram alguns historiadores, nunca ocorreu, e o "violento combate em que os republicanos foram destroçados" nesta localidade, não passou de uma investida, de surpresa, como era de seu feitio, o coronel Francisco Pedro Buarque de Abreu, na noite de 27 de junho de 1844, quando fez prisioneiro dois valentes cabos republicanos: o vice-presidente José Mariano de Matos e Joaquim Pedro Soares.
A 19 de novembro de 1840 a administração rio-grandense, em deslocamento, se separa das forças do oeste, encaminhando-se a primitiva Capital da República. Em marcha para Piratini, onde se resolvera fixar provisoriamente, é que o governo toma conhecimento dos entendimentos do deputado Francisco Álvares Machado com Bento Gonçalves da Silva, para o estabelecimento da paz. Antônio de Sousa Neto, que em marcha a levante da Serra das Asperezas, a rumo do Passo do Alfaiate, no rio Piratini, onde tencionavam acampar é alcançado por um emissário com ofício de Bento Gonçalves da Silva, solicitando para se avistar na cidade de mesmo nome com administração do País. Foi nessa ocasião que Antônio de Sousa Neto deu sua célebre resposta a Domingos José de Almeida.
Em dezembro de 1840, Bento Gonçalves da Silva volta a se estabelecer em seu quartel general em Piratini, a fim de, á testa, por em execução pessoalmente, as operações militares, especialmente as da parte oriental do País. Daí se comunicou com Fructuoso Rivera, para dar-lhe conta do fiel cumprimento que iam tendo as cláusulas do "Convênio de São Frutuoso". Em 13 de janeiro de 1841, Antônio de Sousa Neto à frente da Divisão Auxiliadora para a Campanha de Entre Ríos, parte da antiga Capital para Sant'Anna, no Uruguai.
Todavia, quando da marcha de David Canabarro para a fronteira, em março de 1843, o governo resolve refugiar-se novamente em Piratini, onde resolveu fixar-se, definitivamente, a 4 de maio de 1843, restituindo à primitiva sede a sua categoria de Capital.
Em 9 de novembro de 1842 assumiu a Presidência e o Comando das Armas da Província de São Pedro do Rio Grande do Sul, o barão de Caxias, conseguindo Bento Manuel Ribeiro, agora definitivamente, mais uma vez voltasse ás fileiras imperiais.
Em 4 de agosto de 1843, Bento Gonçalves da Silva renuncia a Presidência da República, transferindo-a José Gomes de Vasconcelos Jardim, e ao comando de Exército Republicano, que foi entregue ao general David Canabarro. Gomes Jardim retoma a Piratini ás rédeas do poder, constituindo-se o seu Ministério, composto pelo Padre Chagas, para as pastas do Interior e Exterior; José Francisco Vaz Viana, para a pasta da Fazenda, e, Manuel Lucas de Oliveira, para a pasta da Guerra. Canabarro dissolve os Corpos do Exército e, em seu lugar, organiza 3 Divisões, cabendo o comando de uma delas a Bento Gonçalves da Silva, no Departamento que era centro em Piratini.
O coronel Manuel Marques de Sousa, no dia 11 de julho de 1843, a frente de 1.000 homens ataca Piratini, com o objetivo de surpreender o Governo da República, aí novamente instalado. Mas seu ataque frustrou-se, porque, avisado a tempo, o Governo deixou a cidade, refugiando-se no interior do atual 4° distrito, local que ficou conhecido como "Rincão do José Gomes", próximo ao Cerro da Vigia, onde postaram sentinelas (atualmente onde está instalada a firma AGROFIL S/A). Participaram dessa ação o 11° Batalhão de Caçadores, o 2° Regimento de Cavalaria Ligeira e o 5° Corpo de Cavalaria da Guarda Nacional, entre os quais o mais tarde general Manuel Luís Osório. Frustrado o ataque, as tropas imperiais retornaram a Pelotas, por eles ocupada.
O barão de Caxias, precavendo-se contra a inoportuna presença de Bento Gonçalves, no distrito de Piratini, por ordem datada de 7 de setembro de 1843, assim providenciava: O Departamento mais perigoso da Província é o que se dilata desde Piratini até Camaquã. E como nele aparece hostilizar o general Bento Gonçalves, nomeio para o Comando Imperial da circunscrição o tenente-coronel Francisco Pedro Buarque de Abreu."  Chico Pedro, como era chamado, estabeleceu em Canguçu a base de combate de esquerda do Exército composto do 5° Corpo de Cavalaria da Guarda Nacional e o 11° Batalhão de Caçadores, num total de 1.000 homens. Essa força colocava sob séria ameaça a segurança de Piratini e adjacências e controlava os Passos do rio Camaquã, razões pela qual Bento Gonçalves, Antônio de Sousa Neto e Camilo dos Santos decidem surpreendê-los e batê-lo em seu acampamento em Canguçu e, por fim, restabelecer o domínio da Serra dos Tapes. Dois combates se travaram em Canguçu: o primeiro em 26 de outubro de 1843, entre as localidades de Lacerda e Pedra das Mentiras, e o segundo, em 6 de novembro de 1843, no local do Cerro do Ataque.
Em 27 de junho de 1844, Chico Pedro partindo de Canguçu, sabedor que Bento Gonçalves  e Antônio de Sousa Neto com suas forças se encontravam para o lado da Serra das Asperezas, empreende, à noite, de surpresa, uma incursão a Piratini, onde consegue, mediante tortura do carpinteiro executor, localizar o esconderijo existente no Palácio do Governo e aí aprisionar José Mariano de Matos e o coronel Joaquim Pedro Soares.
Após as primeiras refregas e com sua experiência e habilidade política, o barão de Caxias procurou desarmar os espíritos, conclamando os riograndenses ao entendimento e propondo um acordo de paz honrosa. Assim, após prévios encontros com Bento Gonçalves e outras autoridades republicanas, foi assinada em Ponche Verde a Ata da Pacificação, em 25 de fevereiro de 1845.

#### Anos posteriores a Revolução Farroupilha
Dizem alguns historiadores, como Cláudio Moreira Bento, baseados em "Ordens do Dia e Ofícios do Barão de Caxias" (1842-1845), que o mesmo fez de Piratini seu Quartel-General e aí estabeleceu o Governo da Província. Como o próprio Moreira Bento diz: "Em tempo de guerra, mentira é como terra." Suas conclusões não correspondem com a realidade, pois Caxias, pelo que se sabe, só esteve no interior de Piratini, mais precisamente no Passo da Orqueta. Morivalde Calvet Fagundes afirma, que em 2 de janeiro de 1845, Antônio Vicente da Fontoura encontrou-se em Piratini com o barão de Caxias, o que também não corresponde, igualmente  com as pesquisas locais. A atitude de Caxias apoiando as reivindicações dos insurretos, suas conclamações á paz, sua aparente compreensão e benemerência, no entanto, escondia o reconhecimento das dificuldades em abafar o movimento antes que esse completasse 10 anos de efetivação, e que, por tratado internacional existente, obrigaria o Império do Brasil a reconhecer a República Rio-Grandense, fato esse, somente muitos anos depois, de conhecimento dos farroupilhas. As vastas campinas e extensas matas, o desconhecimento da região, o apoio dos vizinhos platinos simpáticos a causa republicana, prolongariam, por tempo indefinido, o movimento. Conta o professor Walter Spalding em uma de suas obras, que o Barão de Caxias, logo após chegar ao Rio Grande do Sul, empreendeu uma perseguição ao Gal. David Canabarro, afrente de mais de 1.000 homens, desde Vacaria até Alegrete, sem disparar um único tiro, porn entre matas e atalhos, aniquilou toda a coluna, deixando-os, após essa perseguição infrutífera, com seus cavalos totalmente "estropiados" e os homens impossibilitados de prosseguirem em campanha.
No entanto, os presentes na ocasião entenderam que o barão ao recomendar que o aceite das reivindicações dos insurretos, estendia a mão num gesto de boa vontade, em busca de harmonia e até benemerência, e após a pacificação, o escolheram para a Presidência da Província. Todavia, na prática, a realidade se mostrou diferente, que haviam se equivocado. Os termos do acordo firmado, passaram a sem sempre serem respeitados: os negros, por exemplo, que lutaram na revolução e que deveriam ganhar alforria, forma vendidos como escravos para o Rio de Janeiro. Piratini, como centro irradiador e operacional da República, ficou na mira do Governo Imperial na Província. Por ato do Governo Imperial, em 1 de março de 1845, Piratini foi rebaixada à categoria de Vila e, por esse Ato, ficou na história o declínio do outrora próspero município. Era a política da Terra Arrasada.
Com seus rebanhos aniquilados, as lavouras abandonadas pelos filhos chamados à luta, uma outra pena lhe foi imposta pelos governos da província que se sucederam: o abandono, a discriminação, a perseguição política. Nenhuma outra localidade e seus habitantes sofreram tanta represália de parte dos governantes imperiais, como Piratini. Áreas de seu território foram sendo desmembradas, como espólio de guerra, para a criação de novos municípios como Bagé (1846), Canguçu e Cerrito (1856) e Cacimbinhas (atual Pinheiro Machado (1878). Nos próximos 30 anos após o fim da Revolução Farroupilha, algumas obras mais significativas para a cidade foram feitas, tais como a 1° escola pública para meninas em 1846, em 1856 são construídas a câmara municipal e a cadeia pública, em 1863 o Cemitério Público, em 1870 a Ponte do Império, e em 1880, Piratini passa a contar com a Linha de Telégrafo.
Enquanto novas localidades cresciam e se desenvolviam sob o benevolente apoio dos governos provinciais, Piratini jazia, estagnada, discriminada, em completo abandono, até mesmo após a implantação da República do Brasil, por tradição ou vício. Pois ainda, em junho de 1934, na administração do Interventor Flores da Cunha, uma faixa de terras de 520 km², com as melhores pastagens da região, foi desmembrada para ser anexada ao município de Pinheiro Machado.
Domingos José de Almeida, em visita a Piratini, 17 anos após a Ata de Pacificação, em carta de 24 de outubro de 1862, que dirigiu a Antônio de Sousa Neto para interessá-lo no apoio que ia prestar as duas famílias de antigos companheiros visitados por grandes adversidades, diz-lhe, ao remetente de suas letras: "General, o aspecto moral, financeiro e político de nosso País, parte em pedaços o coração de quem o ama! Por toda parte entristecedores são as impressões que essa grande alma recebe, mas descobre-se no princípio da missiva, em qual momento lhe travou mais nos lábios, o cálice da amargura. Tornava a antiga Capital, outrora festiva, ruidosa, desvanecida com seu predicamento, sobretudo com o papel histórico muito a gosto representado, de vero centro moral do movimento libertador. O velho legionário volveu em derradeiro um verdadeiro olhar de orgulho: Extraordinário!... Que não mudada encontrava! Há seis dias que me acho nesta, e são credulíssimas as recordações que sua austera fisionomia e ocorrência de que há sido teatro, me hão suscitado agora". Da famosa urbs que em agonia revê, foi em resignado silêncio que o ex-ministro se retirou da luta. Gomes Jardim, cuja consternação, inaparente, era também imensa, conforme carta-circular aos habitantes do lugar, notando-se ainda que, em tudo, a nova Troia suscita reminiscência da antiga.
Embora no campo militar a Revolução Farroupilha tenha acabado em 28 de fevereiro de 1845 no atual Dom Pedrito, ela continuou e continua no campo político. Farrapos combateram pelo Brasil, e não pelo Império nas guerras externas contra Oribe e Juan Manuel de Rosas (1851-1852) e contra Solano López do Paraguai (1865-1870) levaram para os campos de batalha a bandeira e o lenço farrapo, idealizado por Bernardo Pires da Rosa, em Piratini, lembrando o ideal republicano. O pensamento republicano farrapo influenciou de modo marcante meios universitários de Direito em São Paulo, através da pregação de Assis Brasil, que produziu a primeira versão farrapa da história da Revolução. Movimento este republicano que influenciou os ânimos de Deodoro da Fonseca como presidente da província, através dos contatos que manteve com os republicanos Júlio de Castilhos e mais uma vez Assis Brasil na rumorosa Questão Militar que liderou.

No final do século XIX, a construção de ferrovias no Brasil era uma realidade crescente. A Southern Brazilian R. G. do Sul Ry. Co. Ltd. (ativa entre 1887-1905) ficou responsável pelo trecho entre Bagé e Rio Grande, onde pelo projeto os trilhos passariam pela Vila de Piratini. Domingos José de Almeida, então deputado do Império, preocupado com o estado de calamidade, do abandono e perseguições verificadas em sua estadia em Piratini, consegue audiência com o Imperador D. Pedro II, a determinação pessoal de Sua Majestade, para que a estrada de ferro, em construção, já referida, passasse por Piratini, pela Coxilha de Santo Antônio, a fim de reativar o desenvolvimento do município, conforme carta que dirigiu à Câmara Municipal, cientificando-a da resolução imperial.
"A respeito da Estação de Piratini, a história conta que quando acabou a Revolução Farroupilha, a cidade de Piratini, que foi Capital da República Farroupilha, foi praticamente abandonada pelo Império e pelo Presidente da Província, como represália. Mas os piratinenses sempre reivindicaram um tratamento melhor, devido ao estado de calamidade, abandono e perseguições por que passava o município. O Imperador D. Pedro II determinou pessoalmente, então, que a linha férrea - supremo sinal de progresso, no final do século XIX - que ligaria o porto do Rio Grande à fronteira, em Bagé, passasse por Piratini, a fim de reativar o progresso do município. Os governantes do Estado, em represália, não cumpriram a determinação, e passaram a ferrovia a 70 km de Piratini, à margem direita do arroio Santa Maria, na estação de "Ivo Ribeiro" (hoje Pedro Osório), e a chamaram de Estação Piratini. Assim, conseguiram enganar o Imperador e fizeram um desserviço à Capital da República Rio-Grandense, que ficou uma cidade isolada do resto do Estado."
Possivelmente o imperador Dom Pedro II há de ter morrido com consciência tranquila, na ilusória convicção de haver ressarcido a dívida do Império do Brasil com Piratini.
Em 15 de novembro de 1889, quando foi proclamada a República Brasileira, Piratini, fiel aos seus ideais republicanos, já em 18 desse mesmo mês, através de sua Câmara Municipal, aderiu ao novo regime. Em 15 de outubro de 1891, foi instalado o primeiro Conselho Municipal, mas somente em 1892 foi eleito o primeiro Intendente Municipal (equivalente ao atual cargo de Prefeito Municipal), assumindo o posto o tenente-coronel José Pedroso de Oliveira.
A República, no entanto, aprofundou a crise existente então no Rio Grande do Sul, deflagrando-se a Revolução Federalista, da qual participaram e morreram inúmeros piratinenses. Marcada pela degolas e sangrentas batalhas, o conflito eclodiu por desavenças ideológicas, entre "pica-paus" (Partido Republicano Rio-Grandense, de Júlio de Castilhos) e "maragatos" (revolucionários federalistas, liderados por Gaspar da Silveira Martins, que defendiam um sistema parlamentar de governo, identificados pelo uso de lenços vermelhos). Durante esse movimento revolucionário, Piratini foi ocupada pelas forças do General Guerreiro Vitório, após breve combate travado com a guarnição do Coronel Leão Terra. Piratini deu o seu nome ao acordo de paz, o "Armistício de Piratini", em 1895.
Em 1916 foi inaugurada uma placa no prédio onde funcionou o Governo Provisório da República Rio-Grandense, em homenagem aos heróis da Revolução de 1835. No ano de 1921, um grande incêndio destrói parcialmente o interior da Igreja Matriz Nossa Senhora Conceição de Piratini.
Igualmente na Revolução de 1923, na qual alguns opositores ao governo estavam descontentes com o governo de Borges de Medeiros, que estavam no poder havia 25 anos. Piratini participou das ações tendo, a 24 de abril desse ano, a vila sido ocupada pelas forças do general rebelde José Antônio Neto (Zeca Netto). Em 4 de maio, na Serra das Asperezas, travou-se o combate entre as forças rebeldes do capitão João F. Fabres e as do tenente-coronel Juvêncio Maximiliano Lemos. Ainda ligados a esse movimento, após a assinatura da ata de pacificação, ocorreu um combate no Passo das Carretas, 3° distrito, entre as tropas do coronel Bosano, da Brigada Militar e as tropas de Honório Lemes e Zeca Netto, quando morreram vários combatentes que foram sepultados á margem direita do Rio Camaquã.
Em 1926 foram inauguradas as instalações da rede elétrica na cidade. Ocorreu certo estacionamento no progresso do município após a Revolução Farroupilha, devido a falta de comunicação rápida com centros urbanos mais adiantados.
Finalmente, em 20 de setembro de 1932, o 4° distrito foi palco de mais um movimento revolucionário, com o combate da Estância da Olaria, ocorrido entre as forças revolucionárias comandadas pelos Dr. Borges de Medeiros e João Batista Luzardo e as forças legais, sob o comando do Coronel Adel Bento Pereira.
Nas comemorações do centenário da Revolução Farroupilha, em 1935, inaugura-se um busto de Bento Gonçalves no interior da Prefeitura Municipal; um obelisco na Praça das Alegrias (atual Praça da República Rio-Grandense) em homenagem aos heróis da Revolução Farroupilha, e uma ponte metálica sobre o rio Piratini, no local denominado Passo do Costa, por onde hoje passa a RS-702. No ano de 1937, é construída uma ponte de cantaria, no Arroio Piratini-Mirim, um afluente do Rio Piratini, chefiada por um arquiteto espanhol. Durante uma grande enchente em 1958, dada a pouca vazão da ponte, fora levada pela força das águas. Hoje, existe uma ponte metálica, pouco acima da antiga, no local denominado Passo da Vila, junto ao Balneário Municipal de Piratini.
Piratini foi uma vila por quase 100 anos, voltando a categoria de cidade, por Decreto Federal, em 2 de março de 1938. Somente a partir da administração de Ernesto Dorneles é que Piratini passou a merecer mais atenção do governo estadual gaúcho, num reconhecimento da sua importância na contribuição e de sua gente, na cosntrução do Rio Grande do Sul, reconhecimento esse, que os piratinienses, em grande parte, ignoram.
Em 1952, o palacete onde funcionou o Ministério da Guerra é restaurado pelo governo estadual. Um ano depois, em 11 de fevereiro de 1953, após a reforma, é criado o Museu Histórico Farroupilha. Neste mesmo ano é criada a Escola Normal Ponche Verde.
No ano de 1976, desenvolveu-se em Piratini um pólo madeireiro na localidade do 3° e 4° distritos, em áreas rurais de campos degradados, tendo sido a AGROFIL S.A., a empresa pioneira nesta área. No entanto, desde que traçaram os princípios de florestamento e reflorestamento, Piratini vem crescendo de forma considerável, pois mais empresas ocuparam este pólo, inclusive com a instalação de uma usina termelétrica, a Piratini Energia (junto ao Arroio Barrocão, 4° distrito), para atender as demandas crescentes de energia elétrica. Todo o município de Piratini, apesar de ter suas bases socioeconômicas sustentadas na agropecuária, também se beneficia deste processo que ainda está em crescimento, estimulando o desenvolvimento populacional e econômico da cidade.
O Movimento dos Trabalhadores Rurais Sem Terra se acentua em Piratini a partir do ano de 1990, com a instalação do assentamento Nova Sociedade, no 2° distrito do município. Até o ano de 2006, já foram instalados 15 assentamentos no município, distribuídos em maior parte no 2° distrito e com 2 assentamentos no 4° e 5° distrito. O movimento agrário reforça a história da sociedade rual em Piratini, mostrando um trabalho de luta que se trava pela tão sonhada reforma. Desta forma, as diversidades culturais se somam e tornam ainda mais forte a cultura e tradição de Piratini.
No ano de 2006 é criado o Museu Histórico Municipal Barbosa, após reforma no Museu Histórico Farroupilha, que conta com riqueza de informação e objetos a história do município.

## Geografia

### A paisagem, flora, fauna e clima
O território do município de Piratini fica situado na região geográfica da Serras do Sudeste, conjunto morfológico do maciço cristalino, representado por granitos, xistos e guaises, com intrusões mineralizantes de estanho. O município é atravessado pela Serra dos Tapes, nela chamado de Serra das Asperezas, alongando para o leste, chamamos de Serra do Espírito Santo, Santo Antônio ao norte, configurando-se como centro divisor dos cursos águas que banham o território do município; Serra das Mercedes, Serra dos Garcia, Serra do Algodão. Destacam-se também o Serro do Sandin, o Serro do Ubaldo, Serro dos Madruga, Serro das Antas, Serro da Liberdade, Serro Alegre, Serro da Vigia, etc. Estes serros, plantam-se no solo verde, erguendo-se para o céu, como sentinelas vigilantes e mantém o controle das planícies onduladas, onde ali em 1835 os farroupilhas fizeram seu grande reduto, bem sabia que estavam fazendo seu reduto inexpugnável, feita pela própria natureza. A região está banhada pelos rios rio Camaquã, o rio Piratini e o rio Santa Maria, juntamente com seus afluentes, como os Arroio Gaurama ou Bica, o Arroio Boeci ou Arroio Grande, Arroio Barrocão, Arroio Solidão, Arroio Piratini-Mirin, Arroio Piratininzinho, etc. Vale ressaltar o Arroio Piratini-Mirim, onde localiza-se o Balneário Municipal e de onde capta-se a água que abastece a cidade.
A altitude média oscila entre 300 e 380 metros. Localiza-se a uma latitude 31°26'53" sul e a uma longitude 53°06'15" oeste, estando a uma altitude de 349 metros. O ponto mais alto do município é o Serro do Sandi, localizado no 1.º distrito, com 510 metros de altitude. O clima neste planalto é subtropical ou temperado com verões amenos.
Limita-se ao norte com os municípios de Santana da Boa Vista e Encruzilhada do Sul. Ao Sul, com Pedro Osório e Herval; ao Leste, com Canguçu e Pedro Osório. E ao Oeste, com Pinheiro Machado
Possui uma área de 3.562,5 km² . Está localizado a 350 km de distância da capital estadual, Porto Alegre.
A história da paisagem sul-rio-grandense começa pela Serra do Sudeste, em paisagens amplas, formadas por campos e coxilhas do Escudo Cristalino Sul-Rio-Grandense. Sobre esta microrregião localiza-se a cidade de Piratini. Á área denominada escudo rio-grandense além de ser o fundamento geológico do país, compõe o núcleo mais antigo do continente sul-americano. Os terrenos do município pertencem a formação triássica, sabendo-se a existência de minas de cobre no vale do Rio Camaquã.

### População
Segundo Davi de Souza Almeida, em seu livro "História de Piratini: Roteiro Histórico e Sentimental", em 1814, a população da então Freguesia de Nossa Senhora da Conceição de Piratini, contava com 3.673 habitantes, sendo eles: brancos de ambos os sexos: 1.439, índios de ambos os sexos: 182, negros livres de ambos os sexos: 335, escravos de ambos os sexos: 1.532 e recém nascidos naquele ano: 182. Esse percentual equivalia a cerca de 6,04 % da população da Província. Em 1872, sua população era de 6.501 habitantes. Em 1890, 8.859; em 1900, 10.933; em 15 de outubro de 1911, 12.170; em 1922, 15.000. Segundo senso do IGBE realizado em 2001 o município de Piratini conta com o total de 19.414 habitantes. Curiosamente divergindo da média entre os sexos da população brasileira que possui seis milhões de mulheres a mais do que homens, Piratini possui 8.551 homens com mais de dez anos de idade e 7.883 mulheres com mais de dez anos de idade. A estrutura etária divide-se da seguinte forma: 6.037 pessoas de zero até 19 anos, 10.501 de 20 a 59 anos e 2.876 acima de 60 anos. A renda, da mesma forma tem maior participação masculina 6.125 contra 3.958 das mulheres, mantendo a média da maioria das cidades da região sul provavelmente, essa diferença se dá, porque nas cidades de interior a inserção da mulher no mercado de trabalho não atingiu seu ápice como nas cidades de porte médio e grande ou talvez no trabalho exige maior força física como no caso o trabalho nas lavouras. A renda geral da população tem um caráter irregular sendo que apenas 1% recebe de dez a vinte salários e 1% acima de vinte salários, do outro lado 29% recebem apenas um salário, 18% recebem de um a dois, 5% de dois a três, 5% três a cinco, 3% cinco a dez salários e 38% de pessoas que vivem sem uma renda nominal. A caracterização domiciliar consiste no total de 6.252 domicílios localizados na sua maioria dentro do sítio urbano, sendo praticamente inexistente ou em estágios primários uma verticalização dos imóveis. A renda média da arrecadação de impostos territoriais gira em torno de, IPTU R$155.724 e ITR R$123.753 segundo censo do IBGE de 2001, cabe aqui ressaltar que a partir de 2005 o perímetro urbano foi alterado tendo como novo limite do perímetro urbano a Vila do Cancelão. Pelo que se pode constatar o rendimento nominal da população está diretamente relacionado com o nível de instrução sendo que menos de 1% completou quinze ou mais anos de estudo, provavelmente os que mantém a maior renda conforme mostra os dados: 01 a 07 anos de estudo 10.184 pessoas, de 08 a 14 anos 3.439 pessoas, menos de um anos de estudo 2.606 pessoas, 15 ou mais 152 pessoas.
No censo realizado em 2010, a população era de 20.614 habitantes. No ano de 2018, a população estimada foi de 20.621 habitantes, segundo o IBGE.

## Governo
Piratini é governado por um prefeito, eleito pelo povo, que forma o poder executivo, pois executa as leis. O prefeito além de seus auxiliares diretos é auxiliado pela câmara municipal, formada por 09 vereadores, que formam o poder executivo.
Após a pacificação em 1845, foi organizada administração municipal dentro da nova ordem vigente, tendo sido reempossado a Câmara e os demais membros eleitos em 1832. Piratini teve 14 Câmaras até o advento da República do Brasil. Em 15 de novembro de 1889 é proclamada a República do Brasil, e Piratini fiel aos ideais republicanos, a 18 de novembro, adere ao novo regime. Em 1891 é instalado o 1° Conselho Municipal e em 1892 é eleito o primeiro intendente municipal. Piratini teve 9 Intendentes. Nicanor Rodrigues Barbosa foi o 1° prefeito municipal, assumindo de 6 de fevereiro de 1930, até 6 de fevereiro de 1932, quando se licenciou do cargo. Egydio da Costa Rosa assumiu o cargo, como substituto de Nicanor Rodrigues Barbosa, renunciando em 1934. O capitão Edmundo Ossuoski foi nomeado pelo interventor estadual, governando até 1936. Após, Piratini teve 20 prefeitos até a presente data.
Celina Feira de Souza foi a única mulher vereadora de Piratini, assumindo o mandato em 5 de dezembro de 1947, tendo como presidente da Câmara de Vereadores Miguel Gomes de Freitas. Cumpriu seu mandato até 31 de dezembro de 1951. Fez parte da comissão que criou o cargo de Secretário Privativo da Câmara. Celina fazia parte do PSD, sendo a única vereadora mulher a fazer parte do legislativo municipal, tendo apresentado várias preposições solicitando reparos em estradas do município. Até os dias atuais nenhuma outra mulher se elegeu vereadora em Piratini.

### Divisões administrativas
Pelo decreto estadual nº 558, de 24 de novembro de 1890, é criado os distritos de Pedregal, Serra das Asperezas e Serro Alegre e anexado ao município de Piratini. Em divisão administrativa referente ao ano de 1911, o município é constituído de 4 distritos: Piratini, Pedregal, Serra das Asperezas e Serro Alegre. Pelo ato municipal nº 484, de 27 de dezembro de 1924, é criado o distrito de Faxina e anexado ao município de Piratini. Em divisão administrativa referente ao ano de 1933, o município é constituído de 5 distritos: Piratini, Ferraria, Pedregal, Cerro Alegre (ex-Serro Alegre) e Faxina. Em divisões territoriais datadas de 31 de novembro de 1936 e 31 de dezembro de 1937, o município é constituído de 5 distritos: Piratini, Boa Vista, Faxina, Ferraria e Pedregal. Pelo decreto estadual nº 7199, de 31 de março de 1938, os distritos foram Ferraria, Pedregal, Passo do Graciano (ex-Boa Vista) e Faxina, foram rebaixado á condição de sub-distrito.
No quadro para vigorar no período de 1944-1948, o município é constituído do distrito Sede Em divisão territorial datada de 1 de julho de 1960, o município permanece constituído do distrito Sede. Assim permanecendo em divisão territorial datada de 2001. Em divisão territorial datada de 1 de julho de 1960, o município aparece constituído de 5 distritos: Piratini, Segundo Distrito, Terceiro Distrito, Quarto Distrito e Quinto Distrito. Assim permanecendo em divisão territorial datada de 2007.

## Atividades econômicas
Nos Açores, arquipélago pertencente a Portugal de onde vieram a maioria dos primeiros povoadores, segundo Jayme Lucas D´Ávila, em seu livro "Povoadores de Piratini" 2007 o povo dessa região tinha como diretriz econômica a produção agrícola, no intuito de abastecer o Reino e exportação dos excedentes, a economia atual piratinense, apesar de ter o setor terciário (serviços) como principal contribuinte para o PIB, ainda é muito orientada para agropecuária. O que se pode perceber é que o nível das relações econômicas do município baseia-se em um setor terciário na maioria comércios de tamanho pequeno a médio orientado a atender a demanda das necessidades principalmente do campo, e um comércio direcionado a bens de consumo, principalmente não duráveis, em fase de ascensão, constatado pela media de idade dos estabelecimentos, no entanto não muito expressivos. Se for comparado o número de estabelecimentos comerciais por exemplo, com o número de propriedades dedicadas a agropecuária e silvicultura a diferença é muito grande, 418 pontos comerciais contra 35 propriedades, no entanto se for comparado o número de pessoal ocupado nas duas atividades o que é observado é uma situação completamente inversa, são 1.127 ocupadas no campo, contra 726 no comércio. Outro ramo que cabe dar ênfase é o número de indústrias de transformação que conta com 64 unidades, e conta com duas unidades bancárias.
A agropecuária é uma das principais atividades econômicas do município, criam-se bovinos, equinos, ovinos. A agricultura também e outra importante geradora de renda, cultiva-se o milho, soja, feijão, aspargos, cevada, tomate, pêssego e figo. Desenvolve-se outras atividades, como a Indústria de transformação, como as de couro, madeira, pequenas indústrias de calçados, tijolos, e telhas.

### Características socioespaciais
A ocupação da área urbana central é predominantemente homogênea, ou seja quase não há vãos provocados por terrenos baldios, nota-se uma tendência de crescimento no sentido norte da cidade em direção a nova área incluída no plano diretor, a Vila do Cancelão situa-se a cerca de 10 km do centro urbano real, cabe aqui fazer um breve relato, embora distante do centro urbano efetivo ela concentra um aglomerado urbano considerável, com uma rua principal calçada que contem em seu entorno igrejas, uma escola e uma associação de moradores e até uma capela comunitária, a população residente nesse local são a maioria trabalhadores rurais, em alguns locais é possível observar o embate direto entre o meio urbano e rural onde criações de ovelhas e gado bovino, convivem em harmonia com o arruamento. 

## Patrimônio Histórico
O Rio Grande do Sul possui algumas cidades que pelo valor histórico, nos transportam ao passado. Por ordem cronológica, apresentam-se as cidades de Viamão, Rio Pardo e Piratini. Foram palco de um passado de lutas em defesa de seus ideais. Piratini, há anos, durante a administração do Dr. Décio Alberto d'Ávila e, posteriormente na de Carlos de Souza Carvalho, procuraram, através de leis municipais, preservar da destruição os prédios que foram base de sua formação.
Piratini conta com um importante centro histórico, construções que remontam os séculos XVIII, XIX e XX, tombados pelos Instituto do Patrimônio Histórico e Artístico do Estado do Rio Grande do Sul, Instituto do Patrimônio Histórico e Artístico Nacional, além de tombamentos a nível municipal, constituído do de 1,792 metros quadrados, contando com 15 bens tombados em nível estadual, 14 prédios urbanos tombados em 1986. Quando das comemorações do sesquicentenário da Revolução Farroupilha a Ponte do Império foi tombada á nível estadual, em 1984. Após a capital, é o município que possui o maior número de bens tombados em nível estadual. No município de Piratini assuntos referentes ao patrimônio são tratados diretamente pela Prefeitura Municipal. Diversas leis municipais desde 1955 protegem 30 prédios e a Fonte dos Pinheiro São eles:

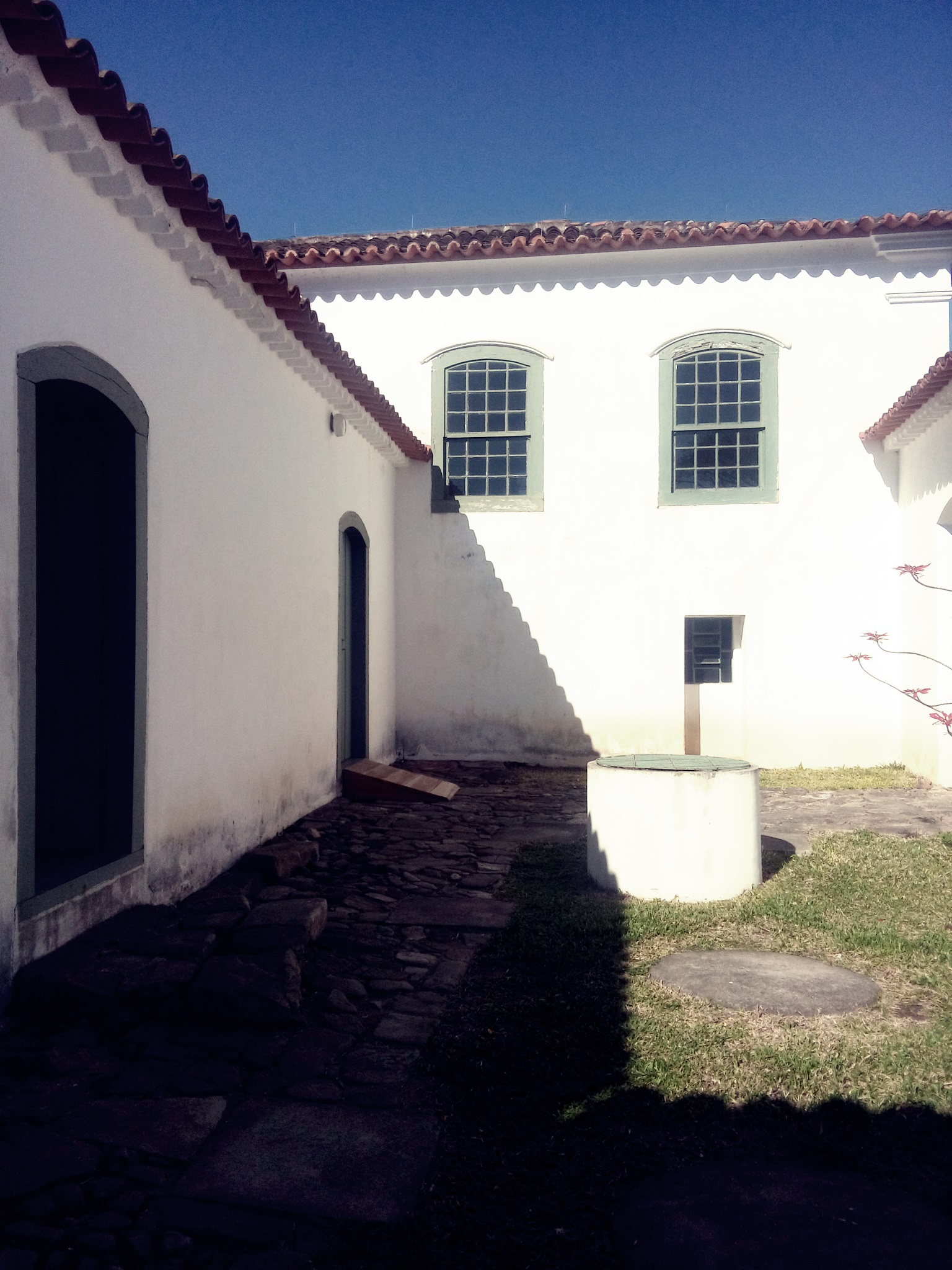
Pátio do Palácio da República Rio-Grandense, hoje Museu Histórico Municipal Barbosa Lessa.

- Primeira Câmara Municipal e Ministério da Fazenda e Interior: situada na Av. Gomes Jardim esquina rua 24 de maio, 136; lugar onde foi instalada sob a açoteia em 1832 a primeira Câmara Municipal quando Piratini é elevada à categoria de Vila. Em novembro de 1836, a Câmara Municipal promulga a República Rio-Grandense, adere ao novo regime, e sob a presidência de Vicente Lucas de Oliveira declara a Província Estado Livre, Constitucional e Independente. Edificação térrea com aberturas alinhadas com açoteia protegida por gradis em ferro estruturados por pilaretes sobrepostos com jarrões. Esquadrias com tampões cegos e janelas de guilhotinas.   Junto à esquina, sobrado construído em 1826, abrigava a residência de Ana Gomes Dias, esposa de Manuel Jacinto Dias. No período farroupilha abriga o Ministério da Fazenda e Interior. Suas características arquitetônicas semelhantes às do Palácio do Governo Farroupilha, foram alteradas com a retirada dos beirais, introdução de platibanda cega, ornamentos singelos marcando os vãos retos; esquadrias de abrir à francesa.  Ambos tombados pelo Município em 1956.
- Antiga Cervejaria dos Brum: Av Gomes Jardim esquina rua 24 de maio, 135; prédio onde funcionou uma Fábrica de Cerveja. Edificação construída por Lucindo Manoel de Brum, descendente de família Brum da Ilha Terceira, Açores, lá chegados dos Países Baixos como Van der Bruyn. A cerveja produzida pelos Brum era exportada para o Uruguai com registros de comercialização inclusive em Montevidéu.  Edificação de esquina, com oito portas em arco pleno, com bandeira em rosácea e vidros coloridos. Marcação vertical nos cunhais, cobertura em capa-e-canal com galbo e sob o beiral, uma cimalha simples. Hoje abriga um grupo de lojas.  Tombado pelo Município em 1956.

- Palácio do Governo Farroupilha: Av. Gomes Jardim esquina rua 24 de maio, 104; o Palácio do Governo Farroupilha foi instalado no sobrado construído em 1826 por Manuel Jacinto Dias. Neste prédio, em 1836, durante a Revolução Farroupilha aconteceu a reunião das Câmaras Municipais que declarou Piratini Capital da República Rio-Grandense.  Edificação com características da arquitetura tradicional luso-brasileira, estruturada em dois blocos: um volume frontal em dois pavimentos e uma parte posterior, térrea, com pátio fechado e acesso por escada lateral. Composição com vãos alinhados, vergas em arcos abatidos superpostos por cílios, quatro portas frontais com bandeiras e janelas em guilhotina com postigos. Cobertura do volume frontal em quatro águas telhas capa e canal, com galbo, sobre cimalhas simples e beira-seveira. Marcações verticais nos cunhais. Num dos cômodos do segundo bloco, com acesso pelo pátio, um fogão de chão com chaminé sete bocas, tipo árabe. Possui na fachada um escudo em relevo com as datas 1826-1835, além de placas alusivas aos fatos históricos ali ocorridos.  Hoje abriga o Museu Municipal Barbosa Lessa, criado após a reestruturação do Museu Histórico Farroupilha. Este Museu, inaugurado em Julho de 2006, apresenta o processo evolutivo da cidade, da ocupação pré-histórica regional e assentamento luso-brasileiro a partir de 1789, assim como referências ao escritor piratiniense Luiz Carlos Barbosa Lessa (1929-2002).  Tombado pelo IPHAN em 1941 e tombado pelo Município em 1956.
- Casa do General Neto: Av. Gomes Jardim, esquina rua Rua Bento Gonçalves; Durante a Revolução Farroupilha o Coronel Antônio de Sousa Neto era Chefe da Legião de Guardas Nacionais da Comarca de Piratinim. Em acampamento volante às margens do rio Jaguarão, no local chamado Campo dos Menezes, Neto proclama a República Rio-Grandense, em 11 de setembro de 1836, após vencer a batalha no Seival, contra tropas imperiais sob comando de Silva Tavares. Após o acordo de Ponche Verde, que pôs fim ao conflito e à República Rio-Grandense em 1845, Neto retira-se para o Uruguai. Torna-se estancieiro e luta contra Rosas. Por fim, durante a Guerra do Paraguai, é ferido em combate e hospitalizado em Corrientes (Argentina) onde morre em Julho de 1866.  Edificação térrea de características luso-brasileiras, Telhado com galbo e telhas de capa-e-canal, com beiral curto, de beira-e-bica, aberturas com vergas retas e portas com bandeira.
- Casa de Gomes de Freitas: Rua Bento Gonçalves, 59; construída por volta de 1830, por Serafim José da Silveira, avô de Manuel José Gomes de Freitas. Gomes de Freitas era juiz de paz em Piratini quando irrompeu a Revolução Farroupilha. Para evitar envolvimento no conflito retira-se para o Uruguai. Retorna cinco (5) anos depois como Juiz Municipal. Na segunda metade do século XIX, como presidente da Câmara Municipal de Piratini, manda construir um novo cemitério, a Cadeia Pública e a Casa da Câmara. Foi deputado e vice-presidente da Província entre 1875 e 1879. Era oficial da Ordem da Rosa e membro correspondente do Instituto Histórico e Geográfico da Província de São Pedro do Rio Grande do Sul. Falava Inglês, Alemão, Espanhol e Frances, além da sua língua materna. Escreveu vários livros, entre eles: Apontamentos dos Fatos Diretos ou Relativos à História do Brasil, Lista de Batalhas desde 753 a.C. até 1860, Bosquejos das Nações e Pormenores Notáveis da História Universal e Pátria, Vila de Piratini e Notícia Histórica, Geográfica e Descritiva. Habitava esta casa quando na cidade, mas passava a maior parte do seu tempo na Estância São Frutuoso, onde morreu em 1884 aos 73 anos.  Edificação com características tradicionais da arquitetura luso-brasileira, de segunda época, com equilíbrio entre cheios e vazios. Telhado em quatro águas, com galbo, em telhas de capa-e-canal com beiral e cimalha. Aberturas com vergas retas, portas com bandeiras e janelas em guilhotina.  Tombado pelo IPHAE em 1986 e tombado pelo Município em 1956.
- Casa do Comendador Fabião: Rua 20 de setembro, 22; construída em meados do século XIX para a Família Fabião. No século XX foi residência do escritor, poeta e folclorista Luiz Carlos Barbosa Lessa (1929-2002). Barbosa Lessa, como era conhecido foi importante folclorista e poeta, com grande identificação com as causas gaúchas.  Barbosa Lessa nasceu na Chácara da Boa Esperança, hoje no perímetro urbano de Piratini. Cursou o curso Ginasial em Pelotas e o Clássico no Colégio Julio de Castilhos, em Porto Alegre. Lá conheceu Paixão Côrtes, com quem, em 1947 cria o Departamento de Tradições Gaúchas do Grêmio Estudantil do Julinho, que aportou na criação do Movimento Tradicionalista e no CTG 35. Em 1959, é premiado na Academia Brasileira de Letras pelo romance "Os Guaxos". Dedicou sua vida à cultura, aos romances, à poesia e à música. Foi Secretário de Cultura, Desporto e Turismo do Estado do Rio Grande do Sul, idealizador da Casa de Cultura Mario Quintana, em Porto Alegre.  Edificação térrea, com telhado em quatro águas e portões laterais com bandeiras em arco pleno sobrepostas por pinhas. Fachada de composição eclética, sobre porão alto e acessos laterais. Composição marcada por pilastras com fustes canelados e capitéis de ordem coríntia. Janelas-portas envidraçadas, com postigos e bandeiras trabalhadas, com gradis metálicos, cercadas por frisos e elementos ornamentais. Platibanda vazada com balaústres.  Tombado pelo IPHAE em 1986 e tombado pelo Município em 1956.
- Casa Comercial dos Fabião: Rua 20 de Setembro, 30; O Comendador Fabião foi um dos primeiros comerciantes de Piratini. O rico comércio na Freguesia de Piratini contribuiu para sua elevação à categoria de Vila em 1830.  Edificação com características construtivas tradicionais da arquitetura luso-brasileira, de primeira época, com predominância de cheios sobre vazios. Com quatro águas, telhado em capa e canal, com galbo e beiral de beira e bica. Três portas com arcos abatidos, provavelmente com aberturas substituídas. Após algumas intervenções, apresenta hoje esquadrias de abrir com vidros e postigos, e bandeiras com caixilharia. Acesso lateral geminado à residência da família.  Tombado pelo IPHAE em 1986 e tombado pelo Município em 1956.
- Primeira Cadeia: Rua 20 de Setembro esquina Rua 15 de Novembro; prédio de propriedade da D. Maria Francisca da Conceição, que deu o nome à antiga Rua da Conceição. Ali se instalou a primeira cadeia da Comarca de Piratini, em 1832, enquanto não concluído o prédio em construção para este fim. Com a instalação da cadeia, a rua lateral passou a se chamar Rua da Cadeia.  Edificação de esquina, de perfil residencial, com aberturas em vergas retas, telhado de quatro águas com galbo e telhas capa-e-canal. Aberturas da Rua 20 de Setembro alteradas.  Tombado pelo Município em 1956.
- Casa de Camarinha: Rua Vinte de Setembro, 150/156; prédio construído aproximadamente em 1789. O uso original foi residencial e o proprietário era Antônio José Vieira Guimarães. É apresentado como o primeiro prédio da povoação de Piratini. A camarinha, o pequeno torreão engastado na cobertura, foi construída posteriormente, na primeira década do século XX. Edificação em alvenaria com paredes estruturais com cobertura de telhas capa-e-canal, com galbo, beirais e cimalhas. Possui portas envidraçadas sem bandeiras e portas de abrir à francesa ou tipo-calha. Janelas de madeira com caixilhos de guilhotina e postigos. As vergas das portas e janelas são em arco abatido, com exceção de uma janela e porta-calha, com vergas retas.  Tombado pelo IPHAE em 1986 e tombado pelo Município em 1956.
- Antigo Teatro 7 de Abril: Largo Padre Reinaldo Wist, 23 esquina Comendador Freitas; construído por volta de 1830, se manteve em atividade até 1845. O local foi utilizado para saraus e bailes, onde se dançava o fandango ao som da viola e da rebeca. Festas e homenagens tiveram lugar neste prédio durante a Revolução Farroupilha. O acesso acontecia pela Rua Comendador Freitas, em plano de fachada hoje com duas pequenas janelas.  Edificação geminada, com características tradicionais da arquitetura tradicional luso-brasileira de primeira fase, com vãos das aberturas pequenos e estreitos e prevalência de cheios sobre vazios. Beirais curtos, sobre beira-seveira e marcação do cunhal. Vãos em arco abatido, com janelas em guilhotina. Parcialmente desfigurado, abriga hoje três unidades residenciais.  Tombado pelo IPHAE em 1986 e tombado pelo Município em 1956.
- Obelisco ao Centenário Farroupilha: Praça da República Rio-Grandense s/n; defronte à Prefeitura de Piratini, sobre praça cívico-religiosa, no Largo das Bandeiras, se destaca o Monumento comemorativo ao centenário da Primeira Capital Farroupilha, construído em granito rosa. Sobre placa de bronze, a efígie em relevo, de Bento Gonçalves, esculpido por Augusto Pastorello. Também é destaque a homenagem ao Sesquicentenário da Revolução Farroupilha.  Bento Gonçalves (1788-1847) nasceu em Triunfo , de uma família tradicional da região. Aos 23 anos ingressou no serviço militar. Casa em 1814 com Caetana Garcia, uruguaia, filha de um estancieiro espanhol e de mãe brasileira, de ascendência açoriana. Com Caetana teve nove (9) filhos. Em 1816, em Cerro Largo, Uruguai, Bento, já um próspero fazendeiro, tinha uma loja de fazendas e bebidas e uma estância. Em 1820 participou da campanha da qual resultou a anexação da Banda Oriental do Uruguai como Província Cisplatina ao Reino Unido de Portugal, Brasil e Algarves, pelo Tratado de 31 de julho de 1821. Destacou-se na Guerra da Cisplatina, combatendo pelo Império do Brasil. Quando Coronel do Estado Maior, foi nomeado Comandante Superior da Guarda Nacional da Província e foi deputado à Assembleia Provincial em 1834. Um dos mentores da Revolução Farroupilha (1835-1845), foi preso em combate na Ilha do Fanfa, em 1836. Ao ser proclamada a República Rio-Grandense, estava preso na Bahia e mesmo assim foi eleito presidente desta República, assumindo o posto após fugir da prisão e retornar à Província. Em 1842, reafirma seus ideais republicanos, em pronunciamento em Alegrete, então Segunda Capital Farroupilha. Em 1843, renuncia à Presidência a fim de evitar conflitos com os já divididos republicanos, passando apenas a comandar uma divisão militar. A guerra terminou com a assinatura da Paz de Ponche Verde, em 10 de março de 1845, através da qual se estipulou a anistia geral a todos os envolvidos. Empobrecido, Bento volta à Estância do Cristal, em Camaquã (herança do seu pai), único bem restado à família após 10 anos de guerra. Desgostoso com o rumo dos acontecimentos retira-se da cena pública e da vida política para tratar dos seus próprios negócios e da família. Morre em Guaíba na Estância das Pedras Brancas, propriedade do amigo farrapo José Gomes de Vasconcelos Jardim, aos 58 anos. A Estância do Cristal é hoje sede do Parque Histórico General Bento Gonçalves.  O escultor Augusto Pastorello, autor da efígie em relevo no monumento, nasceu na França, filho de imigrantes italianos radicados naquele país, que vieram para Pelotas na Colônia Francesa de Santo Antônio, no final do século XIX. Escultor e gravurista, é autor entre outras obras de esculturas para o Clube Caixeiral em Pelotas, para a Prefeitura de Piratini além de vários bustos, monumentos e placas comemorativas.

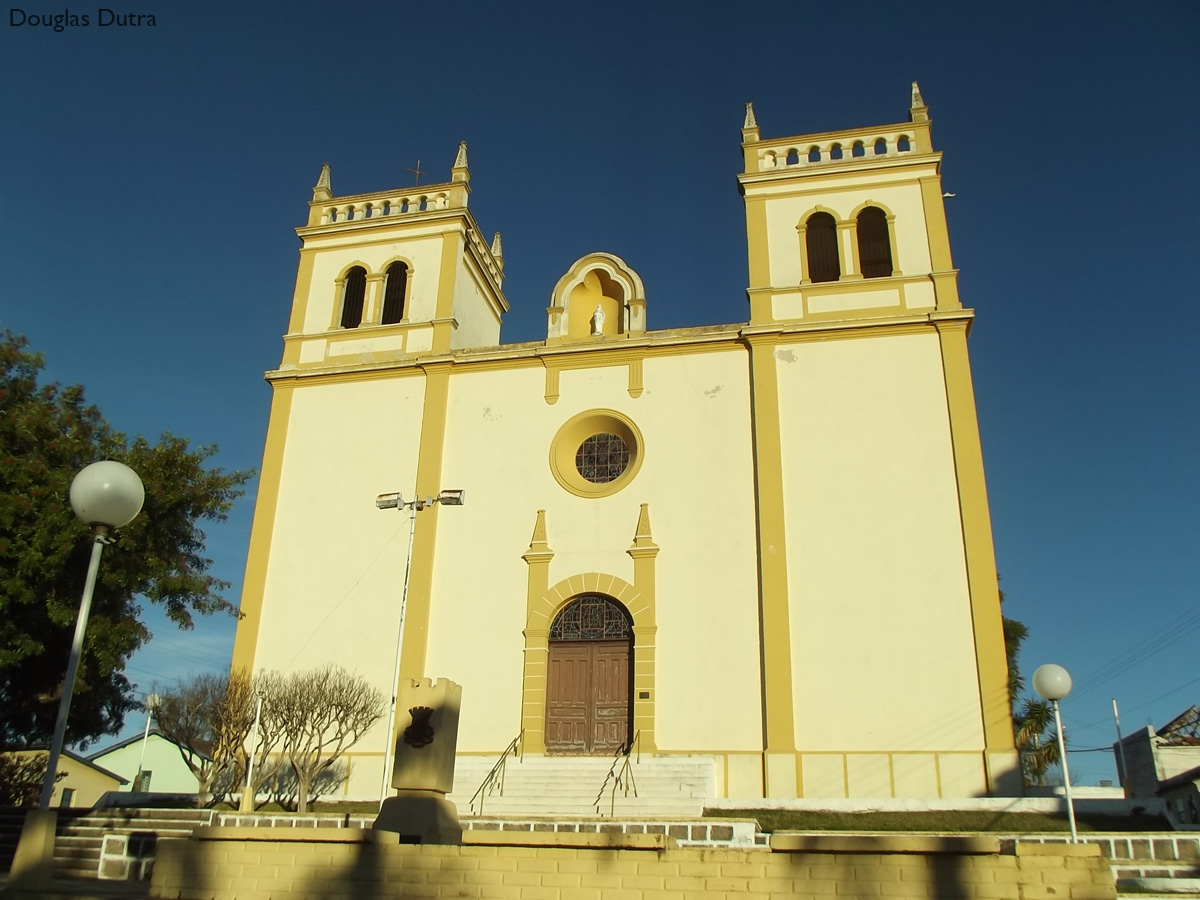
Igreja Matriz Nossa Senhora da Conceição de Piratini, em estilo barroco-militar.

- Igreja Matriz Nossa Senhora da Conceição:  Praça da República Rio-Grandense, s/n. Primeiramente como uma capela erguida pelos imigrantes açorianos recém chegados, destruída em 1811 para dar lugar a igreja matriz com arquitetura no estilo gótico com arcos em curvatura nas portas e torres em cúpula pelo reverendo Jacinto José Pinto Moreira sendo executada por José de Mattos de Guimarães. Porém em 1823 o pároco deixa a localidade com a obra parcialmente concluída faltando-lhe o reboco interno, assoalho, forro, altares, e uma das torres. Naquele templo foi realizado o Te Deum em ação de graças à proclamação da República Rio-Grandense.Posteriormente no final da década de 1840 do mesmo século foi demolida totalmente por ordem da presidência da província para a construção de um novo templo projetado por um arquiteto italiano, sua construção foi terminada no ano de 1854. Em 1886 após vendaval sofreu avarias e uma de suas torres. Em 1921 sofre um grave incêndio de causa desconhecida, quase destruindo por completo a estrutura, e seus adornos em ouro prata e pedras preciosas não sendo encontrados nem resquícios. Foi reconstruída e sua estrutura mantida até hoje com o nome original Nossa Senhora da Conceição, padroeira da cidade. Composição arquitetônica simétrica e austera, estruturada em três volumes: frontal, nave e capela-mor, sacristia. Estrutura marcada por pilastras lisas, com embasamento. Fachada com corpo central e dois torreões laterais. Nos torreões, aberturas em pares, em arcos plenos, coroados por cimalhas e platibandas vazadas com coruchéus sobre os cunhais. O deságue da cobertura é feito por meio de gárgulas metálicas, com cabeças de dragões. Na parte central, plana, a porta principal, com verga em arco pleno e bandeira com vitrais, ladeada por pilastras, com acabamento em pináculos em alto relevo. Na altura do coro, um óculo com caixilharia em quadros e um vitral. Coroando a composição central, um nicho, com arco trilobado, abriga a imagem de Nossa Senhora Imaculada Conceição. No interior, nave única, com arco cruzeiro e capela mor. O piso em ladrilhos hidráulicos. Nas laterais, vitrais inseridos em vãos de arco pleno.
- Antiga Casa Fabião: Rua Bento Gonçalves, defronte à Praça da República Rio-Grandense; edificação térrea, de esquina, com terceira face (chanfro na esquina). Construída no início do século XX, sobre porão baixo, com gateiras ovais. Fachada principal em composição simétrica, com porta e duas portas-janelas nas laterais, com balcões e guarda-corpo de ferro, vergas retas. No chanfro, um balcão curvo com piso de mármore e gradil, uma porta-janela com bandeira de vidros coloridos e cercadura em massa lisa e ornamentos superiores. Na fachada secundária, janelas em pares, com caixilhos de abrir à francesa. Típicos da região sul do Estado, cantos arredondados na caixilharia. Vãos das aberturas são sobrepostos por pestanas retas. A platibanda se estrutura sobre cimalha contínua, com antefixos intercalados por pinhas e compoteiras. Na esquina, sob o frontão curvo, um medalhão ornamental com a data 1903 e as iniciais A.F. Abriga hoje o Sindicato Rural.  Tombado pelo IPHAE em 1986 e tombado pelo Município em 1956.
- Antiga Farmácia de Caridade: Rua Bento Gonçalves, 117, esquina Rua Comendador Freitas.  Construída por volta de 1831. Este prédio servia de depósito da Casa de Comércio Moreira Fabião. Por ordem do Comendador Moreira Fabião foi dividida e adaptada para residência de sua filha Anacleta e seu esposo João de Deus Valente. João de Deus era farmacêutico, instalou sua farmácia de manipulação com o nome de Farmácia Caridade, de onde ninguém saía sem medicamento, independente de pagamento ou não.  Edificação térrea, de esquina, com cobertura em quatro águas, em telhas capa-e-canal com galbo e beiral sobre cimalha simples. A estrutura é marcada nas extremidades por cunhais, e os vãos com molduras lisas. Esquadrias, alinhadas superiormente, sendo as janelas com duas folhas de abrir, vidros lisos e postigos.  Tombado pelo IPHAE em 1986 e tombado pelo Município em 1956.
- Prefeitura Municipal de Piratini: Rua Comendador Freitas, 255; Antiga Casa da Câmara, hoje Prefeitura Municipal. Foi construída em 1858 por ordem de Gomes de Freitas. É remodelada com elementos simplificados do ecletismo em 1934, por Miguel Carosiello. No hall de entrada, em exposição, a pintura a óleo de grandes dimensões (310x514cm), "Alegoria do Sentido e Espírito da Revolução Farroupilha", do pintor Helios Seelinger. Pintado em meados da década de 1920 do século passado e pertencente ao acervo do Museu Histórico Farroupilha, chegou a Piratini entre 1953 e 1959, proveniente do Palácio Piratini, em Porto Alegre.   De composição simétrica, o prédio estrutura-se em terreno inclinado sobre embasamento, com corpo central elevado. No corpo central, porta em duas folhas e verga em arco pleno; nos laterais, quatro janelas intercaladas por pilastras, com elementos decorativos em linhas retas e curvas. As janelas, de abrir à francesa, com vergas e bandeiras retas. A platibanda fechada e no corpo central, elevado, as armas da República Brasileira.
- Calçamento original: Travessa Manuel Ricardo Lucas entre as Ruas 15 de Novembro e Bento Gonçalves; trecho remanescente de antiga pavimentação em pedras irregulares de granito em diversos tamanhos. O passeio apresenta partes com essa mesma pavimentação.
- Casa de José Francisco da Conceição: Rua Bento Gonçalves,135 esquina Beco da Da Santa; residência do boticário espanhol José Francisco da Conceição. De arquitetura tradicional luso-brasileira, com telhado galbado em quatro águas e aberturas com vergas retas.  Tombado pelo Município em 1956.
- Beco da Dona Santa: Entre as Ruas Bento Gonçalves e General Daltro Filho; o beco, cujo nome se deve à Dona Santa Teodora Motta que possuía uma pousada na Casa do brigadeiro Manoel Lucas de Lima. A sinuosidade e pavimentação sem passeio e meio-fio caracterizam arruamentos típicos do período colonial luso-brasileiro.
- Casa de Antônio Correia da Silva: Rua General Daltro Filho 79 e 89 esquina Beco da Da. Santa; construída em 1821. Antonio Correa da Silva está relacionado no auto de criação da Vila de Piratini e participou da Sessão Extraordinária da Câmara de Piratini que promulgou a República Rio-Grandense, em novembro de 1836.
- Casa do Brigadeiro Manoel Lucas de Lima: Rua General Daltro Filho, 63, esquina Beco da Da.Santa; Manoel Lucas de Lima nasceu no 2° distrito de Piratini em 21 de janeiro de 1815, filho de Vicente Lucas de Oliveira e Florencia Gomes de Lima. Durante a Revolução Farroupilha foi ferido por bala na articulação do punho direito, na Batalha do Ponche Verde, em 1843. Concluiu a revolução no posto de capitão. Envolve-se também na guerra contra Rosas e na Guerra do Paraguai. Casado com Emília Reverbel de Lima é nas suas terras que, após a sua morte começa a extração de carvão mineral no Rio Grande do Sul.  Edificação geminada construída em 1821, em arquitetura tradicional luso-brasileira. Denominada Antiga Casa de Fazenda, apresenta cobertura em quatro águas, com telhas de barro capa-e-canal com beiral em galbo sobre cimalha. Nas extremidades, sobre os cunhais, peitos de pomba. Aberturas de madeira, com vergas em arco abatido. Portas tipo calha e janelas em guilhotinas. Uma parte da edificação foi descaracterizada, com introdução de verga reta, porta recuada e esquadria de abrir. Tombado pelo IPHAE em 1986.
- Casa de Manoel Ricardo Lucas: Rua Bento Gonçalves 154, esquina Travessa Manuel R. Lucas; casa térrea construída por volta de 1821 que posteriormente pertenceu a Manoel Ricardo Lucas.  Manoel Ricardo Lucas (1902-2000) nasceu em Curral das Pedras, hoje município de Pinheiro Machado. Quando jovem auxiliava a família nas lides campeiras e nas atividades comerciais do pai. Cursou o Ginásio em Pelotas, retornando aos negócios da família como contador. Como reservista participou da campanha de 1924, quando foi promovido a 3.º sargento, retornando após isto aos negócios da família. Casado com Demétria Madeira teve dois filhos. Paralelamente às atividades rurais exercia ofício de carpinteiro, e em 1943 muda-se para Piratini com a família onde mantinha seus negócios de carpintaria. Entre 1945 e 1961 assume a subprefeitura do então 10 subdistrito, e após isto é nomeado Diretor do Departamento Municipal de Estradas de Rodagem. Demite-se em 1963 após ter organizado todo este Departamento. Co-fundador do Moinho Piratiniense, idealizou a maquinaria organizando e executando sua instalação. Construiu e implantou a Rodoviária de Piratini, passando posteriormente a concessão às netas. Teve atuação e colaboração frequente na Sociedade Recreio Piratiniense, na Associação Rural e na Loja Maçônica Rio Branco III. Como maçom ativo desde 1927, recebeu em 1998 e 2000, consecutivamente o título de Membro Emérito e título de Membro Benemérito da Grande Loja do Rio Grande do Sul.  Construção em alvenaria, com paredes estruturais. Embasamento rusticado e marcação vertical por cunhais. Na fachada principal, porta em calha e bandeira trabalhada com desenhos curvos. Nas janelas em guilhotina da fachada os mesmos motivos da bandeira da porta principal. Nas janelas laterais, caixilharia em quadrados. Cobertura com telhas de capa-e-canal, com beiral sobre cimalha. Com forte presença urbana, em localização frontal ao Beco. Tombado pelo IPHAE em 1986 e tombado pelo Município em 1956.
- Casa de Vicente Lucas de Oliveira: Rua Bento Gonçalves, 170; sobrado construído em 1830, por iniciativa de Vicente Lucas de Oliveira, Primeiro Presidente da Câmara de Piratini (1832-1840). Na República Rio-Grandense foi Ministro da Justiça e da Guerra e em 1842 foi eleito deputado à Assembleia Constituinte instalada em Alegrete. Edificação com fachada superior revestida de azulejos, provavelmente de procedência portuguesa. Marcação vertical por cunhais e horizontais com cimalhas. planos de fachada e frisos compostos com azulejos. Janelas com caixilhos em guilhotina, e portas em calha abrindo sobre o passeio. Tombado pelo IPHAE em 1986 e tombado pelo Município em 1956.
- Casa de Garibaldi: Rua Bento Gonçalves, 182/186; casa utilizada por Luigi Rossetti, redator do Jornal Revolucionário O Povo, impresso nessa residência de 1838 a 1839, quando foi transferido para Caçapava do Sul com o Governo Farroupilha. Jornal de iniciativa de Domingos José de Almeida, teve 45 edições impressas. Nesta casa morou também Giuseppe Garibaldi, quando do seu envolvimento na Revolução. Luigi Rosseti e Giuseppe Garibaldi (1807-1882), italianos fugitivos, simpatizantes do movimento Jovem Itália de Giuseppe Mazzini, encontram-se em 1836 no Rio de Janeiro,  de onde navegam até Montevidéu. Chegam à então Província de São Pedro do Rio Grande do Sul através do Uruguai. Com Bento Gonçalves e David Canabarro enfrentaram as tropas imperiais na Lagoa dos Patos. Ambos participam da conquista de Laguna em 1839, que envolveu a travessia em carreta do navio Seival entre a Lagoa dos Patos e a Barra do Tramandaí. Após a proclamação da República Juliana, Garibaldi volta à Itália em 1848, junto de sua esposa Anita Garibaldi. Depois de sucessivos exílios consegue a unificação da Itália em 1861. Morre na Ilha de Caprera, na Italia, em 1882, aos 74 anos. Luigi Rosseti, no posto de capitão, é atingido por uma lança e morre na Tomada de Viamão pelos imperiais em 1840.  A edificação construída por volta de 1800, é térrea, pequena, com características tradicionais da arquitetura luso-brasileira no Rio Grande do Sul. Cobertura de telhas de barro tipo capa-e-canal, com beiral em galbo sobre cimalha e cinco portas com vergas retas abrindo sobre o passeio.  Tombado pelo IPHAN em 1941 e tombado pelo Município em 1956.
- Museu Histórico Farroupilha: Rua Coronel Manuel Pedroso ), 77, esquina Rua Bento Gonçalves; construído em 1819, o prédio pertenceu ao capitão Manuel Gonçalves Meirelles, tio de Bento Gonçalves. Provavelmente a edificação abrigava um estabelecimento comercial no térreo e residência no andar superior. No período farroupilha ali foi instalado o Ministério da Guerra e abrigou em 1837, uma escola pública para meninos. Em 1878 voltou a ser residência. Em 1953 o Governo do Estado criou o Museu Histórico Farroupilha, instalado no sobrado no ano seguinte.  O Museu Histórico Farroupilha apresenta em seu acervo importantes documentos relacionados à Revolução Farroupilha. Destaque para alguns objetos pessoais pertencentes a Bento Gonçalves e Manuel Lucas de Oliveira, e para as pinturas que representam os heróis farroupilha; entre os autores estão Guilherme Litran, Antônio Parreiras e Dakir Parreiras. A edificação é formada por dois blocos adjacentes com dois pavimentos e coberturas independentes de telhas de barro tipo capa-e-canal, com beiral em galbo sobre cimalha. Portas e janelas de madeira com vergas em arco abatido. As portas de abrir a francesa ou tipo calha e janelas com caixilhos em guilhotina com fechamento interno por postigos. Apresenta além do acesso frontal térreo por várias portas, um acesso ao pátio lateral através de portão junto ao alinhamento. Neste pátio e no passeio frontal se pode observar a pavimentação colonial em pedras irregulares de granito. Tombado pelo IPHAN em 1952 e tombado pelo Município em 1956.
- Sobrado da Dorada: Rua General Neto, 238;construído por volta de 1830, pertenceu ao Dr. Afonso Gassier, médico francês.

Afonso Gassier nasceu na França em 1808. Era casado com Florinda Moreira, neta de Vicente Lucas de Oliveira (importante político piratiniense na época da Revolução Farroupilha) e viúva de Francisco Moreira da Silva Verde (vereador de Piratini). O casal não teve filhos, mas com eles morou o sobrinho e filho de criação, Affonso Cassiano Crespo e sua esposa, Maria Augusta dos Santos Crespo. Maria Augusta e Cassiano tiverem treze filhos, dentre eles Doralina. Foi Doralina Crespo Gotuzzo a moradora que deu o nome ao Sobrado – Sobrado da Dorada. Ela casou-se com Humberto Gotuzzo, e tiveram apenas um filho: Affonso de Jesus Crespo Gotuzzo. Dotado de grande espírito de bondade, o médico doou o terreno onde hoje existe o Cemitério Municipal, construído em 1863. Abrigou, nos fundos, a fábrica de pólvoras e foguetes dos irmãos Gonzaga Ferreira Pinto de Souza, conhecidos como os fogueteiros. O prédio, com embasamento elevado possui uma açoteia lateral com gradis em ferro. Sobre os pilaretes possuía jarrões e no cunhal, ainda presente a estátua de um cão em cerâmica vitrificada (nestes pilares haviam outros animais feitos do mesmo material, que por ação dos vândalos, foram destruídos). As fachadas são marcadas por cunhais lisos e a cobertura, em quatro águas e galbo, decoradas nas extremidades da cumeeira com duas pinhas de cristal colorido. Sob o beiral, um friso de azulejos portugueses superposto por cimalha denticulada. Em relação à edificação, a imagem mais antiga encontrada data da década de 1980 e evidencia algumas alterações na obra: nesse registro percebe-se a presença de jarrões nas pilastras da açoteia, que atualmente não existem mais no local. Atualmente a casa encontra-se desocupada, sendo utilizada apenas a garagem pelos vizinhos que moram na casa em frente.
Tombado pelo IPHAE em 1986 e tombado pelo Município em 1984.
- Fonte dos Pinheiro: Rua da Fonte dos Pinheiros s/n°; equipamento de captação hídrica construído em alvenaria no início do século XIX. É a mais antiga fonte pública de água de Piratini, popularmente conhecida como a bica. Tombada pelo Município em 1984.
- Ruínas da Casa de Bento Gonçalves:Rua Cel. Manoel Pedroso esquina Rua 15 de Novembro; na casa antes existente neste terreno, morava o Gal. Bento Gonçalves quando em Piratini. A edificação foi destruída por um forte temporal na década de 1970.
- Além dos prédios citados acima, Piratini possui outros importantes prédios históricos, tais como a Residência do Major Pantaleão Médice da Silveira, O Hotel Farroupilha, A Antiga Cadeia, o Hotel da d. Cila, a Estância Santa Rosa, a Fazenda do Combate, a Fazenda da Arvorezinha e outros.[7]

## Piratini hoje
Todavia, a sua importância, o saliente papel desempenhado durante aquele decênio, de centro de operações revolucionárias, do amor de seus filhos aos postulados republicanos, tem sido relegado a segundo plano e até mesmo, por largo tempo, contestado por muitos historiadores.
Segundo o Barão de Rio Branco, Piratini não passava de um povoado sem nenhuma expressão política, social e econômica, e sua escolha como capital dos rebeldes, se devia estritamente as suas posições defensivas, separadas por extensos campos desertos da Capital da Província e do porto de Rio Grande. Já Nicolau Dreys, em sua "Notícia Descritiva da Província de São Pedro do Rio Grande"  (1839), já dizia: "A atual capital dos rebeldes não passa de uma povoação de 4.ª ou 5.ª ordem no Brasil, e as poucas casas que continha eram ainda cobertas com palha, nenhuma se fazendo notável por sua extensão comparativa e menos por sua elegância". Entretanto, já existiam, honrando a arquitetura da época, os solares que serviram de Palácio da República Rio-Grandense e de sede aos Ministérios da Guerra e da Fazenda, além de outros. É que Nicolau Dreys- tampouco Rio Branco, não conheceram em pessoa a então Vila de Piratinim (Decreto Imperial de 15 de dezembro de 1830) e não se simpatizavam, conforme se verifica na obra de Dreys, com os rebelados, os "inimigos", como dizia.
Aliás, a bem da verdade, nem os próprios piratinienses de hoje tem a percepção de quanto representamos, pelo que fomos e pelo que somos, na formação da consciência rio-grandense e brasileira, e, por desconhecimento dessa real dimensão, não tenham sabido reivindicar junto as administrações estadual e federal, o que de direito lhes cabe, da atenção que merece Piratini, pelo que contribuiu sua gente na formação do Rio Grande do Sul e como precursora de autêntica democracia republicana no Brasil.
Talvez o preço que pagamos pela rebeldia ao Governo Imperial, as consequentes perseguições políticas, o abandono que transformou o então próspero município- uma entre as oito municipalidades da província á época- num desolador deserto de imensos campos despovoados e lavouras abandonadas; o desencanto com os Governos Republicanos que se sucederam após 1889, aliados a falta de incentivo á cultura por partes das autoridades municipais através dos tempos, ao relegar a planos secundários o estudo, o cultivo das tradições locais, o desconhecimento das gerações que se sucedem, do real valor desta terra e de seus antepassados, tenham feito do piratiniense um cidadão apático, acomodado, de espírito negativista a respeito de seu "torrão natal", que vem se transformando quase que hereditariamente.
Um acontecimento que comprova a falta de valorização da terra e da sua própria gente por parte dos próprios piratinienses, por desconhecimento de suas raízes e de seu consequente valor, foi a estadia da antiga equipe da Rede Manchete para a filmagem de vários capítulos da novela "O Brasil que o Brasil não conhece" que foi ao ar com o título de A História de Ana Raio e Zé Trovão. Além da municipalidade ter oferecido todo o apoio a imprensa, a população cedeu gentilmente suas residências ao elenco, para que a rede televisiva comercializasse a referida produção. Mas nenhuma exigência de promoção, divulgação, principalmente de sua natural vocação turística, foi feita pela comunidade, que ainda teve a deprimente ideia de colocar uma faixa, em uma de suas ruas principais agradecendo a Rede Manchete por sua estadia em Piratini.
Outro fato mais recente, a esse respeito, aconteceu quando da realização do Festival local de Música Nativa: A 5.ª Vertente da Canção Nativa, quando uma composição dessa localidade foi desclassificada porque seu autor em sua letra, dizia ser Piratini "berço tupi-guarani. Segundo os jurados, os guaranis nunca habitaram esta região, desconhecendo que o município é cortado pela Serra dos Tapes, com as nomenclaturas regionais de Coxilha de Santo Antônio, Serra das Asperezas, Serra do Bica, Espírito Santo, etc.
Piratini é como se vê, uma cidade histórica, ou seja, das que mais saliente papel representaram no contexto farroupilha no século XIX, que é uma afirmação grandiosa não só do espírito democrático de sua raça, senão também da abnegação e heroísmo que ela sabe dar provas na defesa de suas convicções. Nem por isso, todavia, a heroica cidade de Piratini é um lugar "morto", que vivem unicamente de lembranças do que foram em tempos mais felizes.
Em Piratini, dos 8.56 km² de área urbana total, 20%(1.72 km² ) compreendem o Centro Histórico, com edificações e paisagem protegidos por leis de preservação. No entanto, não apenas os órgãos de legislação promovem a conservação deste patrimônio através da aplicação das leis de preservação e da verificação da sua aplicabilidade. As ações de educação para o patrimônio são também promovidas pelos seus Museus e pela própria comunidade, junto da Associação de Turismo Jovem Tur, a qual presta valoroso trabalho no Museu Histórico Municipal Barbosa Lessa. O Museu Histórico Municipal Barbosa Lessa inaugurado em julho de 2006, apresenta o processo evolutivo da cidade e do município de Piratini, desde sua ocupação pré-histórica e assentamento luso-brasileiro a partir de 1789. Como museu municipal caracteriza-se pelas ações de educação e pesquisa, e mais um espaço de preservação e divulgação da cultura e das tradições da região e do estado do Rio Grande do Sul. O nome do museu presta tributo ao ilustre escritor, poeta e folclorista piratiniense Luiz Carlos Barbosa Lessa (1929-2002), cuja história também está presente no seu acervo.
A cidade dispõe de duas emissoras de radiodifusão, a Rádio Nativa FM e a Rádio Com FM.

## A cultura
Manifestações e eventos muito populares em Piratini são: a Semana Farroupilha, a Semana da Cultura de Piratini, o Carnaval da Bicharada e o City-Tour a cargo do Grupo de Artes Encenação. A Semana Farroupilha, muito festejada em todo o estado tem em Piratini seu palco mais famoso. 

### Linha Farroupilha
A cidade é um livro de pedra - dizia Walter Benjamin - e precisamos aprender a lê-la. É a isto que a Linha Farroupilha se propõe: Um passeio por Piratini para conhecer e admirar 25 prédios e lugares que testemunharam os acontecimentos da Revolução Farroupilha.
Este percurso de 880 metros é definido por 87 sinalizadores colocados no passeio e que, auxiliado por 26 indicadores, assinalam os atrativos identificados por uma placa com um breve histórico do prédio.
Nas extremidades do percurso, o visitante encontra um painel com o mapa da Linha Farroupilha e no centro da praça principal outro com o mapa do Centro Histórico, uma Linha do Tempo relacionando os fatos ocorridos em Piratini, no estado, país e no mundo e informações a respeito de sua história, seu povo e sua paisagem.

### Semana da Cultura de Piratini
A Semana da Cultura de Piratini é um evento anual realizado pela Prefeitura Municipal e suas secretarias, que tem por objetivo promover apresentações artísticas durante a semana de aniversário de Piratini, comemorado no dia 6 de julho.

### Semana Farroupilha de Piratini
A Semana Farroupilha é Patrimônio Cultural do Estado do Rio Grande do Sul, sendo uma das maiores festas do Estado, com repercussão nacional. Ocorre de 11 de setembro a 20 de setembro no Centro de Eventos Erni Pereira Alves. No local há espaço para a Indústria e Comércio, Praça de Alimentação, apresentações artísticas e jogos campeiros. No Palco da Capital são realizadas as Tertúlias com os Piquetes Tradicionalistas, que mostram em suas apresentações o melhor do Tradicionalismo. No Palco do Rio Grande, diversos Shows com artistas de renome. É um convite especial a quem gosta de uma boa festa, alegre e descontraída, envolvendo a todos num clima de amizade e companheirismo. No dia 20 de setembro os piquetes e entidades tradicionalistas desfilam a cavalo ou em alegorias pelas ruas históricas de Piratini, em alusão a tomada de Porto Alegre, pelos farroupilhas, em 20 de setembro de 1835.

### Grupo de Artes EncenAção
O Grupo de Artes EncenAção, criado na parceria da Associação de Turismo Jovem Tur e a Prefeitura Municipal de Piratini é um grupo teatral que realiza o chamado City-tour Temático, que é um passeio guido pelo centro histórico de Piratini, trilhando a epopeia farroupilha, revivendo o cotidiano farrapo, com personagens importantes para o desfecho como Bento Gonçalves, Anita Garibaldi, Teixeira Nunes, Giuseppe Garibaldi entre outros, contando a história com seus costumes, dialetos e vestuário do século XIX, uma verdadeira viagem no tempo.
Conta ainda com o Tour Comum, de responsabilidade da Associação de Turismo Jovem Tour, que faz o mesmo percurso do City-Tour Temático, mas sem a parte teatral. Mais informações podem ser dadas no site da Associação de Turismo Jovem Tour. 

### Carnaval da Bicharada
O Carnaval da Bicharada tem início com as atividades carnavalescas preparadas por Ary Fabião Valente, neto do Comendador Fabião, na década de 1940 .Idealizador do Bloco Carnavalesco da Boa Vontade, que foi batizado de Bicharada do Ary ou Bloco da Bicharada. Com animais confeccionados artesanalmente, contava com a ajuda e envolvimento de toda a comunidade. Hoje toda a atividade e preparo estão incorporados à cultura local.

### Festas Populares
2 de fevereiro: Iemanjá; fevereiro/março: Carnaval; 23 de abril:Ogum/São Jorge; 6 de julho: aniversário do Município; 8 de dezembro:Nossa Senhora da Conceição; Primeiro domingo pós 8 de dezembro: Oxum.

### Religião
Catolicismo romano; protestantismo; espiritismo; cultos afro-brasileiros; seicho-no-ie.
Também merece destaque a popular Festa do Sorvete, realizada no Balneário Municipal de Piratini, que ocorre em Janeiro.

## Curiosidades
- Além da instalação do Governo Estadual, por várias ocasiões, nas administrações de Ildo Meneghetti, Jair Soares e Olívio Dutra, em Piratini, das denominações dadas ao Palácio do Governo Estadual (Palácio Piratini), a TV Piratini (TV Educativa de Porto Alegre) e á Siderúrgica Aços Finos Piratini, foram feitas homenagens tributadas ao município pelo Governo Estadual, Forças Armadas do Brasil e Entidades Civis por ocasião das comemorações do Sesquicentenário da Revolução Farroupilha.
- Quando a implantação da Reforma Administrativa do Governo Alceu Collares, que se instalava, foi previsto o fechamento de várias agências, do BERGS, da Caixa Econômica Estadual do Rio Grande do Sul na Capital e no Interior. A extinção da agência local do Banrisul, que estava programada, foi suspensa, por determinação expressa do próprio Governador.
- Por ocasião em que se erigia o Monumento á Tiradentes, em Minas Gerais, comemorativo aos 200 anos da Inconfidência Mineira, foi solicitado a todos os Estados da federação o envio de terra para ser colocado na referida obra, representando cada unidade federativa. O Governo do Estado escolheu Piratini, para que representasse o Estado.[9]